# Szamuráj

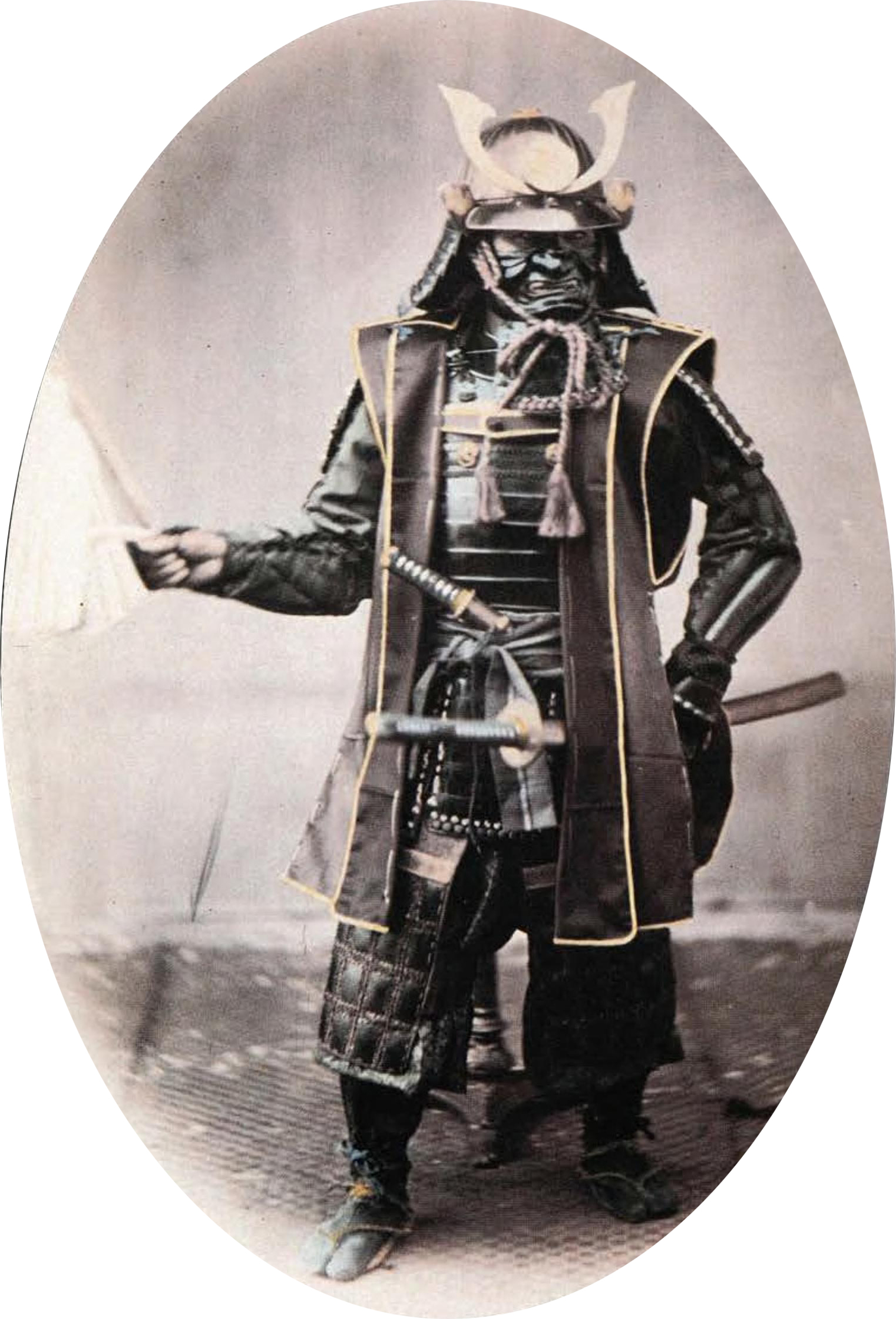
Japán szamuráj páncélban az 1860-as években (Felice Beato fényképe)

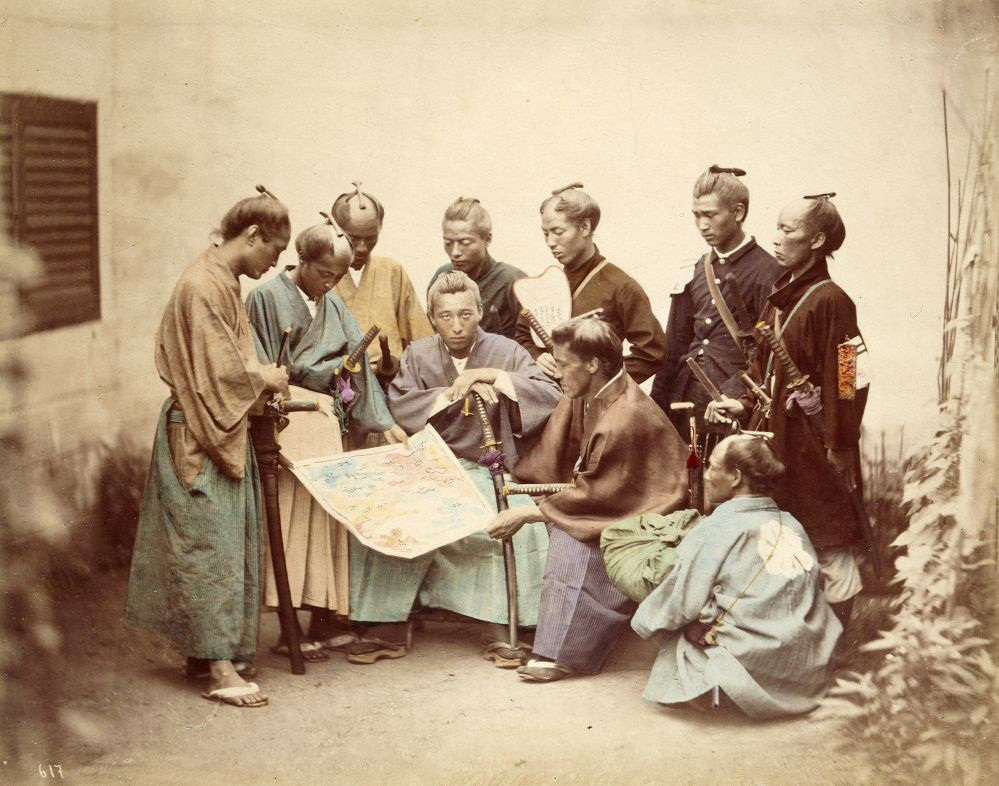
Császárpárti szamurájok a Bosin-háború idején, 1867 körül (Felice Beato fényképe)

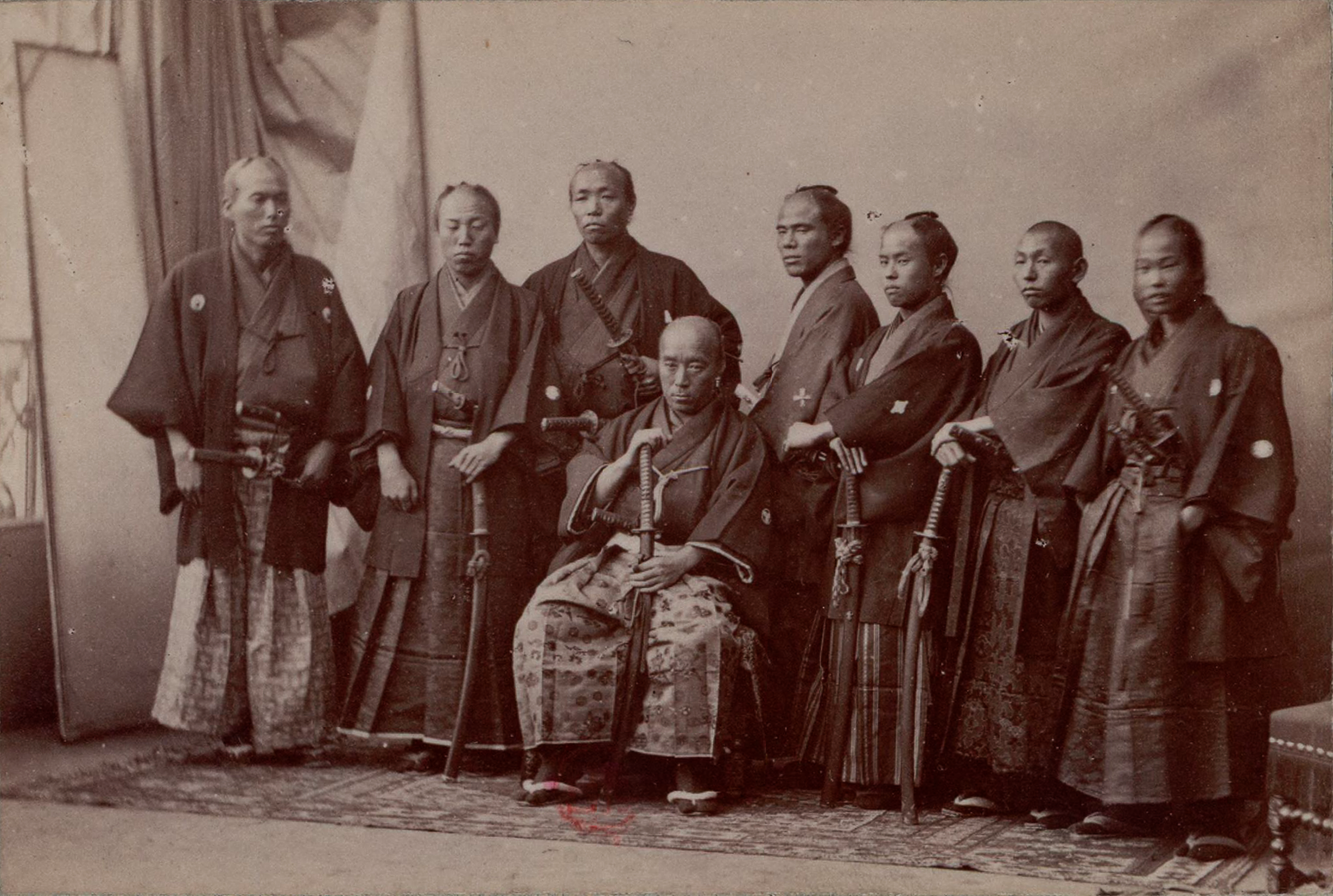
Szamurájok az 1860-as években

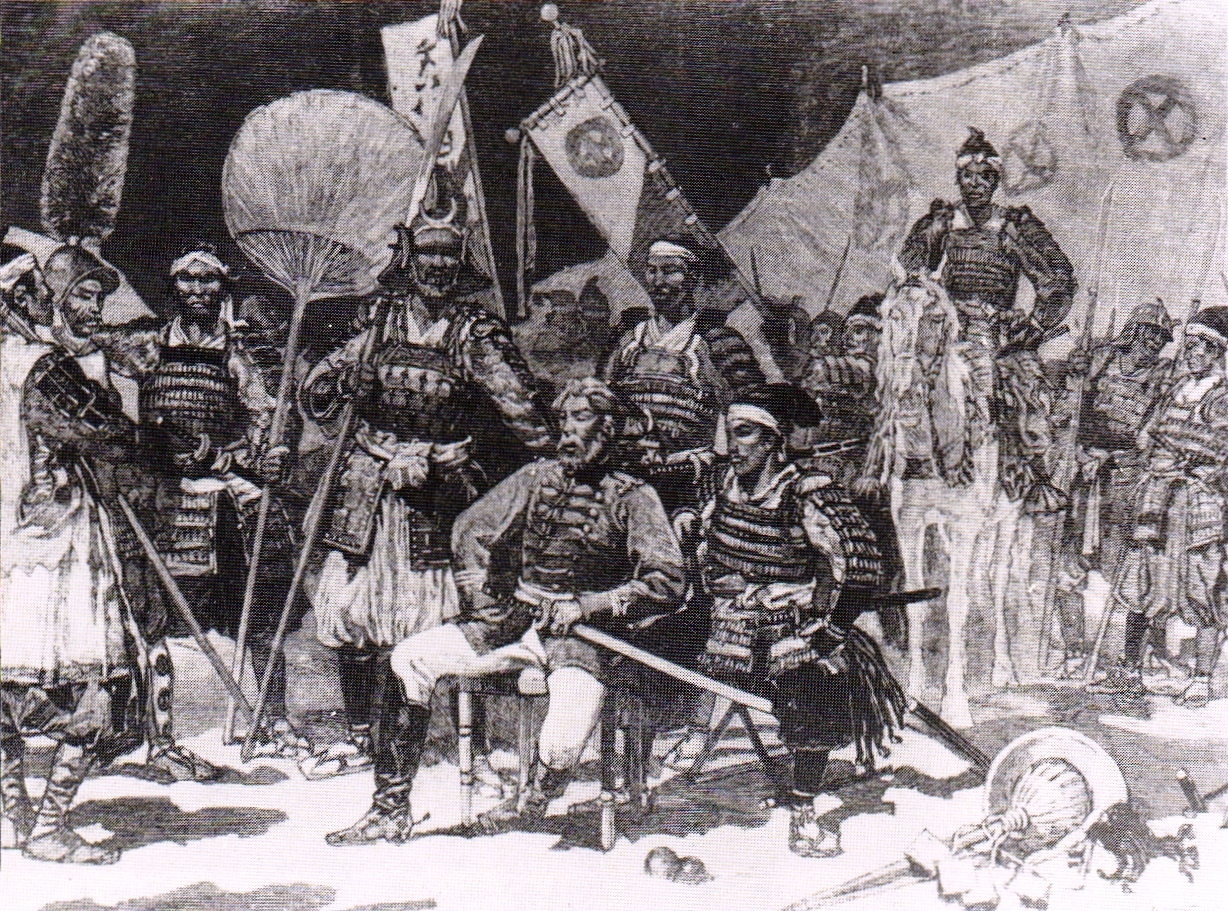
Szaigó Takamori (nyugati egyenruhát viselő ülő alak), tisztjeivel körülvéve az 1877-es szacumai lázadás idején. Újságcikk a Le Monde Illustré-ből, 1877

A szamuráj (侍 szamurai, jelentése „közelben szolgáló”) japán harcos, eredetileg nemes. Japánul gyakran használatos a busi (武士), és a buke (武家) elnevezés is.
William Scott Wilson szerint a kínai 侍(si) eredeti jelentése "várakozni, személyi kíséret", amely főleg a társadalom felsőbb rétegeiben volt elterjedt, azonban ennek az eredeti japán változata a szaburau (szolgálni valakinek az oldalán).
Mindkét országban a szó jelentését főnevesítették, (a nemesség közeli szolgálói) illetve a japán kiejtés szaburau-ról szaburai-ra változik.
Wilson állítása szerint korai utalás található a "szamuráj" szóra a Kokin vakasú (905–914) versantológiában, amely a 10. századi első császári versgyűjtemény.
A 12. század végére a szamuráj elnevezés a busi szinonimájává vált és a középső, illetve a felső harcos osztály jelentést párosítottak hozzá. A szamurájokat gyakran kötötték össze (jelentésileg) egy japán klánnal és az ő földesuraikkal. Mindemellett katonai kiképzésben is részesültek. Attól függetlenül, hogy szamurájok mindössze Japán népességének 5-10%-át adták, tanításuk mind a mai napig megtalálható a közéletben és a modern japán harcművészetben is.
A szamurájok közé a japán történelem során gyakorlatilag lehetetlen volt külső társadalmi csoportból bekerülni. Egyedül a szengoku dzsidai egy rövid időszakában volt lehetséges, hogy fegyverforgató paraszt-katonák a legmagasabb rangú szamurájok közé küzdjék fel magukat (pl. Tojotomi Hidejosi). A szamurájok kezdetben íjat, később főleg kardokat használtak, de ha az nem volt kéznél, akár egy bambuszbottal is tudtak ölni. A szamurájok elsődleges kötelessége az volt, hogy a hűbérurukat szolgálják, akár a saját életük árán is. Joguk volt ölni, bárkit meggyilkolhattak, de az Edo-korszakban a Tokugava-bakufu már írott szabályokban rögzítette a közrendűekkel szembeni vérontás megengedett és tiltott indítékait.
A szamuráj családba született nők is szamurájnak számítottak, és rendelkeztek az összes kiváltsággal, de harcosi kötelességeik csak a családjuk (illetve hűbéruruk) megoltalmazására szorítkoztak. A szamurájok lenézték a nindzsákat, és nem tartották tisztességesnek a harcmodorukat, de sokszor alkalmazták őket testőrnek, vagy hírszerzési, kémkedési feladatokra. A szamurájtanonc 7 éves korában kapta meg a rövid kardot, a vakizasit, és 14 éves korában lehetett katanája, azaz hosszú kardja.

## Történelem

### Aszuka- és Nara-kor

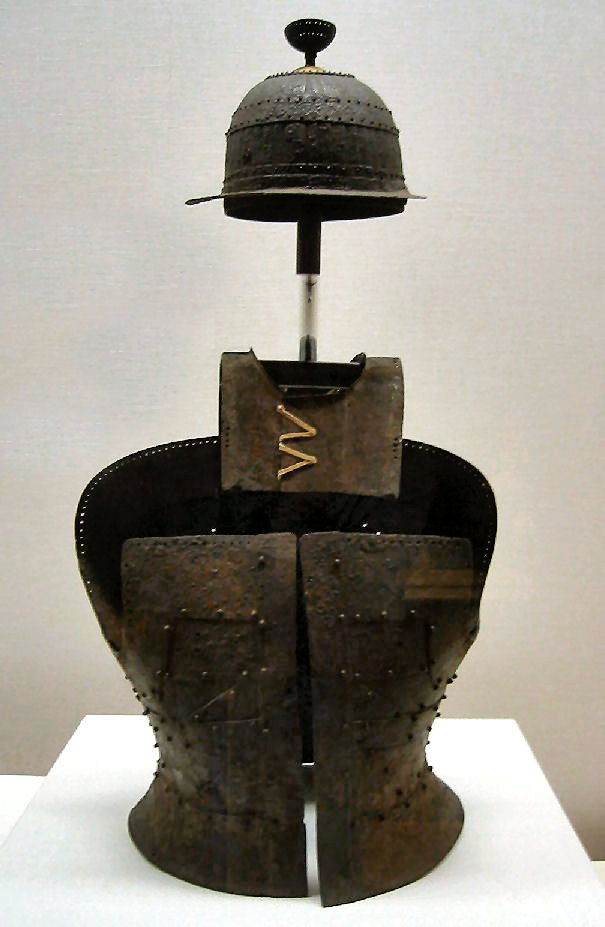
Vas páncél és sisak aranyozott bronz díszítéssel, Kofun-kor, 5. század (Tokiói Nemzeti Múzeum)

A hakuszukinoei csatát követően (amely a kínai Tang-dinasztia és a koreai Silla ellen folyt) 663-ban Japán széleskörű reformokba kezdett. Az egyik legjelentősebb az úgynevezett Taika reform, melyet Naka-no-Óe herceg vezetett be 646-ban. Ez a rendelet engedélyezte a japán arisztokrácia számára, hogy átvegyék a Tang dinasztia politikai felépítését, bürokráciáját, kultúráját, vallási nézeteit és filozófiáját.
A Taihó Szabályzat (702-től), és később a Jóró Szabályzat részeként a népességnek kötelessége volt a cenzusnak időnként jelenteni, illetve a hadseregbe való besorozás is ide tartozott. Monmu császár (látva a nép megosztottságát), bevezetett egy törvényt, mely szerint 3–4 felnőtt férfi közül egynek kellett bevonulnia a hadseregbe. Ezek a katonák arra voltak kötelezve, hogy saját fegyvereket készítsenek, cserébe felmentették őket egyéb kötelezettségeik alól, illetve adót sem voltak kötelesek fizetni. Ez volt a legelső kísérlet a császári kormánytól, hogy a kínai rendszer alapján hozzanak létre egy jól működő hadsereget. Ezt "Gundan-Szei"-nek nevezték el a történészek és feltehetően csak nagyon rövid ideig létezett.
A Taihó Szabályzat a legtöbb császári ügyintézőt 12 csoportba helyezte, mindegyiket külön-külön még két alcsoportra osztva; az első rendfokozat a Császárt illette meg.
A hatodik, és az alatti rendfokozat alá tartoztak a szamurájok, akiknek szembe kellett nézniük azzal, hogy szinte csak napról-napra tudtak megélni. Habár ezek a szamurájok valójában polgári köztisztviselők voltak, a mai modern világban úgy vélik, ebből származik ez a kifejezés. A seregben szolgálókat azonban még több századig nem nevezték szamurájoknak.

### Heian-kor
Az arisztokrata szamurájok a Heian-kor (794–1185) közepén jelentek meg. Kezdetben kisebb fegyveres csoportokat alkottak, amelyeket később a trónutódlásból kizárt, tartományi tisztségviselőként vidéken letelepedett császári utódok (keleten a Minamoto család, nyugaton a Taira család) szerveztek nagyobb egységekbe a 12. század végén. Ekkor már minden rangosabb harcos szamuráj volt, a Meidzsi-restaurációig (1868) ők adták a sógunátusok katonai támaszát. Idealizált erkölcsi kódexüket (mondhatni, utólagosan) a Hagakure (Levelekben rejtett) írás fektette le, az út pedig, amit jártak, a „harcos útja”, azaz a busidó.
A kor korai szakaszában, a 8. század végén, 9. század elején Kanmu császár igyekezett megszilárdítani és kiterjeszteni hatalmát az északi Honsú vidéken és hadjáratot indított az emisik ellen, akik ellenálltak a Kiotó által kormányzott császári udvarnak.

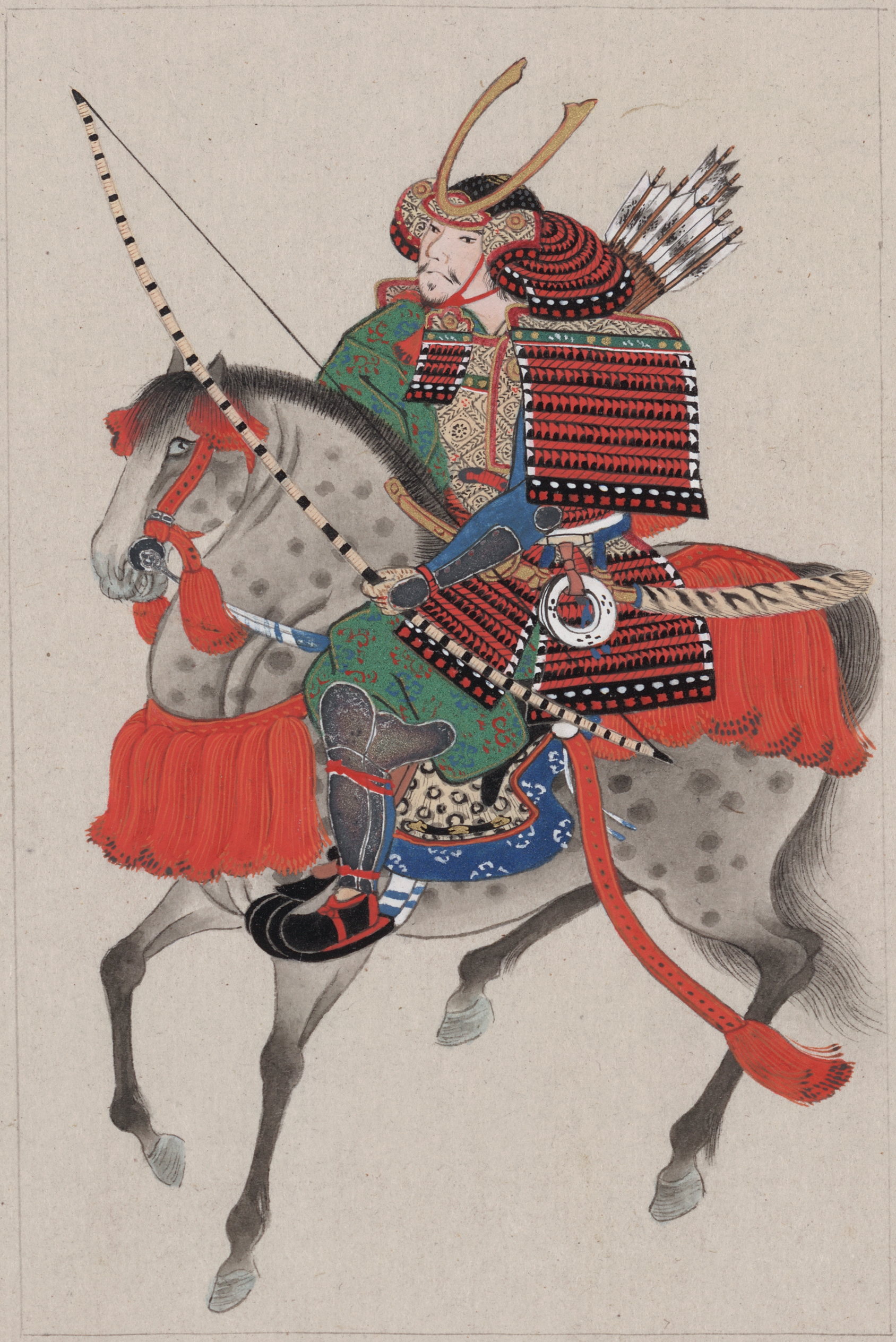
Lovas szamuráj ó-joroi páncélban, íjjal és nyilakkal

Kanmu császár végül kénytelen volt visszahívni csapatait. Ettől kezdve a császár hatalma lassan gyengülni kezdett. A császár még ugyan birtokolta a trónt, de a Kiotó környéki erősebb klánok miniszteri pozíciókra tettek szert, és rokonaiknak magas rangú köztisztviselői címet szereztek. Ahhoz, hogy vagyonra tegyenek szert és vissza tudják fizetni adósságaikat, gyakran vezettek be magas adókat, ami – elegendő bevételi forrás nélkül – számos földművest tett nincstelenné. Védelmi megállapodásokkal és politikai érdekű házasságokkal szereztek hatalmat, mely hatalom felülmúlta még az arisztokráciáét is.
Néhány klánt eredetileg földművesek alapítottak, akik önmaguk érdekében fegyverkeztek fel, így védelmezhették magukat a földjeikre küldött császári adószedőkkel szemben. Ezen kívül más klánok ellen is szolgált ez a védekezés, és a Heian-kor közepére már saját, egyedi díszítésű fegyvereik és páncéljaik jelentek meg.

### Kései Heian-kor, Kamakura sógunátus és a szamurájok felemelkedése

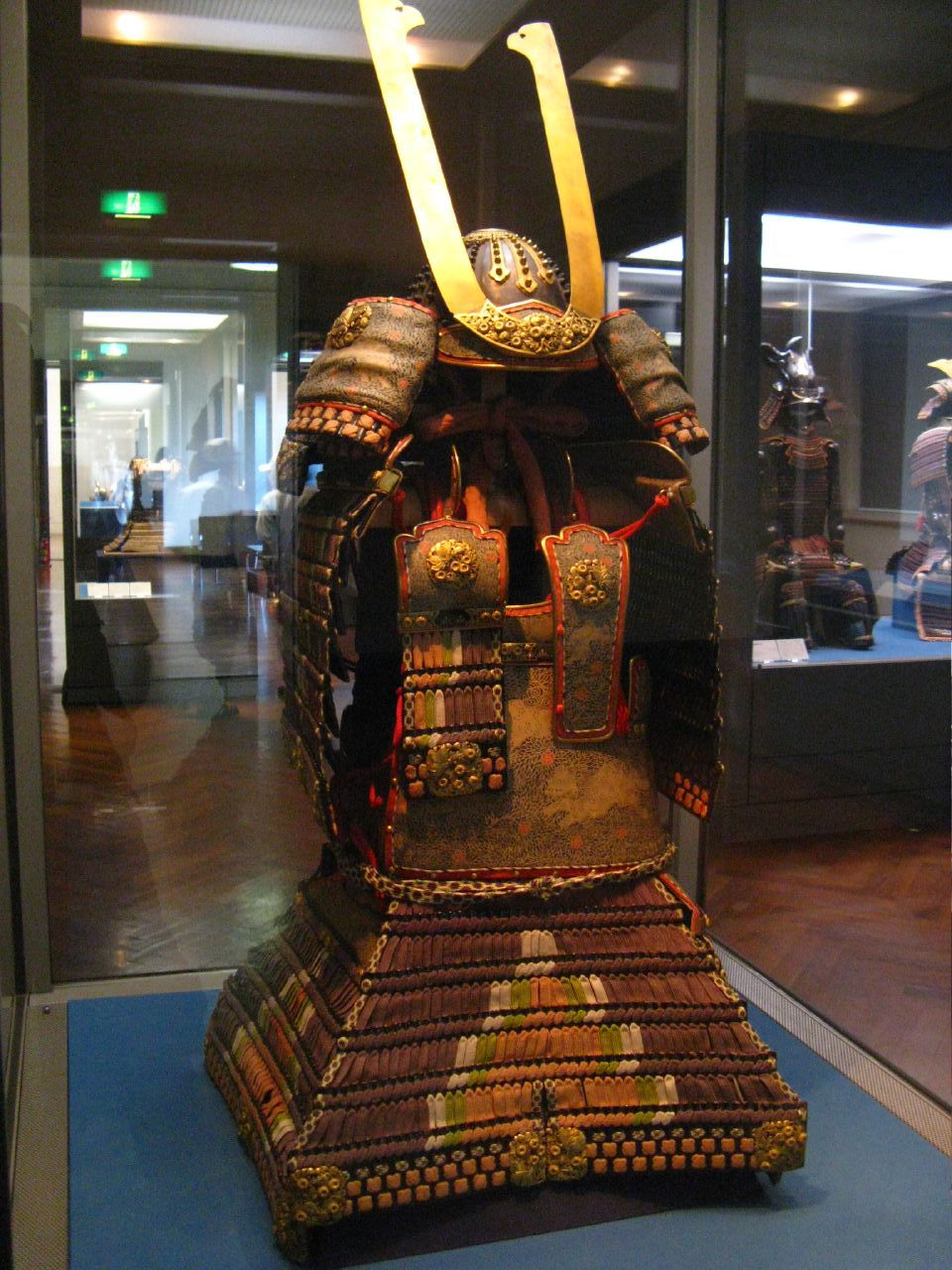
Szamurájpáncél a Kamakura-korból (Tokiói Nemzeti Múzeum)

Eredetileg a császár és a nemesség alkalmazta ezeket a földműveseket. Amikor elegendő harci erőre, anyagi forrásra és politikai háttérre tettek szert, létrehozták a legelső, szamurájok által irányított kormányt. Ahogy az erejük nőtt, vezetőik egyre gyakrabban kerültek ki a Fudzsivara, a Minamoto vagy a Taira klánok közül. Habár a négy éves tartományúri feladataik után vissza kellett volna menniük a fővárosba, a vezetőjük megtagadta a visszautazást. Ennek következtében utódjaik már örökölték pozícióikat és folytatták klánjaik vezetését, felszámolva minden lázadást egészen a közép- és kései Heian korig. A hógeni lázongások idején (kései Heian) szilárdították meg hatalmukat, amely a Minamoto és Taira klánt szembe állította egymással 1160-ban. A győztes Taira no Kijomori volt az első harcos, aki a császár tanácsadója lett. A Minamoto klán katonai erejük növelése helyett inkább klánjuk női tagjait beházasították az uralkodói családba és így gyakoroltak uralmat az országban.
A két klán 1180-ban ismét megütközött, amely háborút eredményezett. Egészen 1185-ig tartott. A Minamoto klán került hatalomra, és vezetőjük Joritomo kijelentette a szamurájok felsőbbrendűségét az arisztokrácia fölött. 1190-ben Kiótóba látogatott, majd 1192-ben sógunná nevezték ki, ezzel megalapítva a Kamakura sógunátust, vagy más néven a Kamakura-bakufut. Az új székhely átkerült Kamakurába. A genpei háború után Jorimoto megszerezte a jogot, hogy ő maga jelöljön ki kormányzókat, akiknek a kezében volt a hadsereg és rendőrség megszervezése és az adók beszedése. Ekkorra már a szamurájok a politikai vezetői réteg részei voltak egész Japánban.

### Asikaga sógunátus

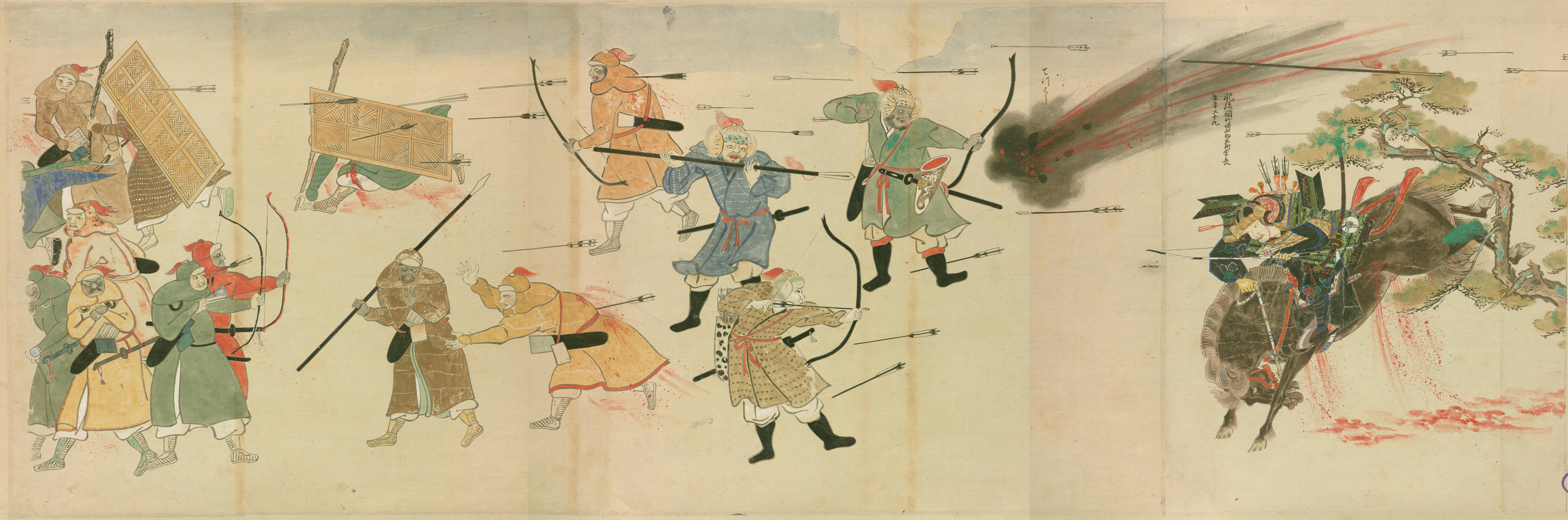
Takezaki Szuenaga a mongolok ellen harcol. (Móko Súrai Ekotoba 蒙古襲来絵詞), 1293 körül

Számos szamuráj klán vágyott hatalomra a Kamakura és Asikaga sógunátus alatt. Mindeközben a Zen buddhizmus (13. század) kezdett terjedni a szamurájok között és ennek köszönhetően alakították át viselkedési normáikat, nézeteiket, különösen a haláltól és a gyilkosságtól való félelmeiket győzték le. A lakosság nagy része a Tiszta Föld buddhizmust kedvelte a legjobban.
1274-ben a mongolok által létrehozott kínai Jüan-dinasztia közel 40.000 férfiból és 900 hajóból álló sereget küldött Kjúsú szigetre, hogy leigázza Japánt. Válaszul az ellenség pusztán egy 10.000 főt számláló szamurájokból álló csapatot hívott össze, hogy megütközzenek a kínai sereggel. A támadó fél kénytelen volt visszahívni haderejét a területet sújtó viharok miatt, azonban bizonyos, hogy ők voltak az elsők, akik bombát és puskaport használtak a vidéken.
A japán védők – egy újabb támadásra számítva – 1276-ban hozzáláttak egy védőfal, a genkó bórui építéséhez a Hakata öböl köré. 1277-ben fejezték be, amely teljes hossza 20 kilométer volt. (Ez később egy erős védelmi pontot jelentett volna a mongol támadások ellen). A mongolok 1275-től egészen 1279-ig próbálták rendezni viszonyukat diplomatikus módon, azonban minden egyes követet kivégeztek.

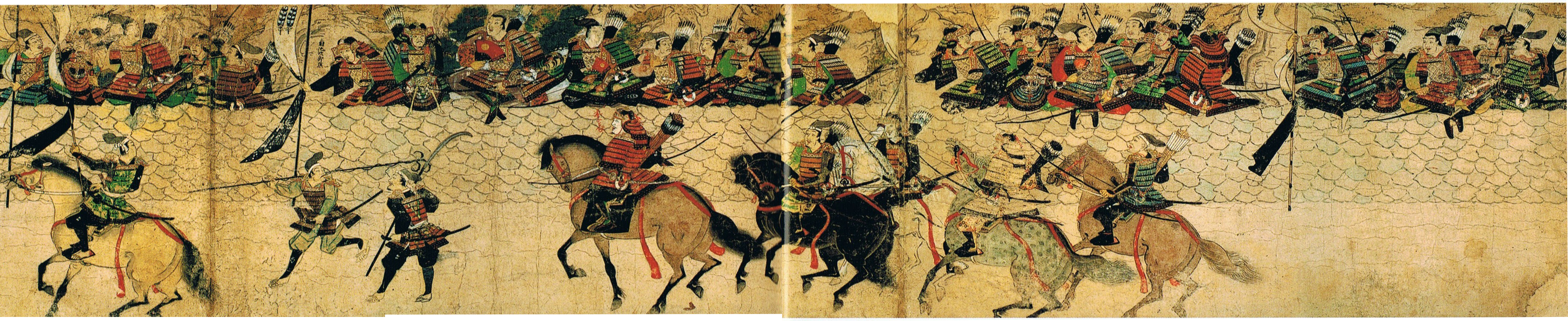
Szamurájok és a védőfal Hakatában (Móko Súrai Ekotoba, 蒙古襲来絵詞) 1293. körül

1281-ben a Jüan hadsereg 140.000 katonát és 5.000 hajót küldött a 40.000 főt számláló japán védőkkel szemben. A tájfun miatt azonban ismét visszavonulásra kényszerültek. Az 1274-es és 1281-es tájfunok segítették a japánokat, melyeket kami-no-kaze (az istenek szele) néven emlegettek. Az istenek szelébe vetett hitük miatt gondolták azt, hogy az országot természetfeletti erők védik.

### Szengoku-korszak
A Szengoku-korszakot a nem szamuráj társadalmi rétegben született emberek bélyegezték meg az által, hogy önmagukat ennek ellenére harcosnak, majd (később) valódi szamurájnak nevezték.
A japán harci taktikák és technológiák rohamosan fejlődtek a 15. és 16. században. A nagyszámú gyalogság használatát asigarunak hívták (jelentése "fürge láb", köszönhetően a könnyű páncélzatuknak), egyszerű származású harcosokból vagy köznépből állt, akik nagajarival vagy naginatával (hosszú lándzsa) a lovassággal együtt vett részt a hadműveletekben. A mozgósítható emberek száma a háborúban ezertől százezerig terjedt.

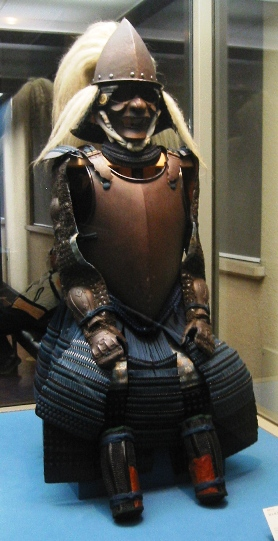
Nanban (nyugati) stílusú szamurájpáncél, 16. század

Az úgynevezett szakállas puskát Portugáliából hozták be egy kínai kalózhajón 1543-ban. A japánok sikeresen átvették és saját technológiájukévá tették egy évtizeden belül. Zsoldosok csoportjai, a tömegesen gyártott szakállas puskákkal főszerepet játszottak a harctéren. A Szengoku korszak végére, néhány százezer lőfegyver létezett japánban és a jól felszerelt hadseregek 100 000 alkalommal csaptak össze különböző csatákban.

### Azucsi–Momojama-kor
1592-ben, majd később 1597-ben, Tojotomi Hidejosi, el akarta foglalni Kínát. Egy földművesekből és szamurájokból álló 160,000 fős sereget indított el Koreán át a kiszemelt ország felé. Kihasználva a szakállas puska előnyét és széleskörű háborús tapasztalatát a Szengoku korszakból, a japán szamuráj hadtest Korea legtöbb pontján sikerre tett szert. Kató Kijomasza előrenyomult egészen a mai Mandzsúria területéig, ami határos Korea északkeleti részével. Átlépte ugyan az ottani határt, de visszavonult a dzsürcsenek támadásai után, s világossá vált számára, hogy csapatai nem képesek ezen a területen helytállni. A háború híres szamurájai között volt Kató Kijomasza, Konisi Jukinaga, és Simazu Josihiro.
Simazu Josiro közel 7000 szamurájt vezetve indult a csatatérre, és annak ellenére, hogy az ellenfél létszámfölényben volt, 1598-ban a Sacheon-i csatában győzelmet aratott a Ming és koreai erőkkel szemben. Ettől kezdve csak úgy emlegették, hogy Oni-Simazu (Simazu ogre-szörny) és neve hírhedtté vált mind a kínai Ming dinasztia, mind Korea lakossága között.
A szamuráj harcosok nagy részét nem vezényelték ki Koreába, hiszen a földesurak (köztük Tokugava Iejaszu) elővigyázatosságból a saját irányítása alatt tartott csapatokat, akik még Hidejosi felszólítása ellenére sem vonultak Koreába. A legtöbb parancsnok, akik ellenálltak Hidejosinak, az úgynevezett Északi Seregben végezték, míg azok, akik pedig hűségesek voltak neki és a fiának, elkötelezettségük jeléül a Nyugati Seregbe kerültek; a két ellentétes oldal (nevüket a két vezetői székhely földrajzi elhelyezkedése után kapták) később megütközött, és a szekigaharai csatában Tokugava szerezte meg a győzelmet, ezzel megközelítve a Tokugava sógunátus megszilárdításának alapjait.
Hidejosi 1598 végén halt meg, melynek következtében Az Öt Vén Tanácsa visszahívta a japán csapatokat.
A társadalmi átszerveződés gyorsult, ahogy az eddigi rendszer összeomlásnak indult és a feltörekvő szamurájoknak szükségessé vált, hogy fenntartsák a nagy létszámú hadsereget a befolyásaik alatt tartott területeken. A többség egészen a 19. századig megőrizte területeit, és magukat valamelyik négy ősi klán véréből származottnak vallották (Minamoto, Taira, Fudzsivara és a Tacsibana klán), bár nehéz ezt bizonyítani.

#### Nobunaga, Hidejosi és Iejaszu

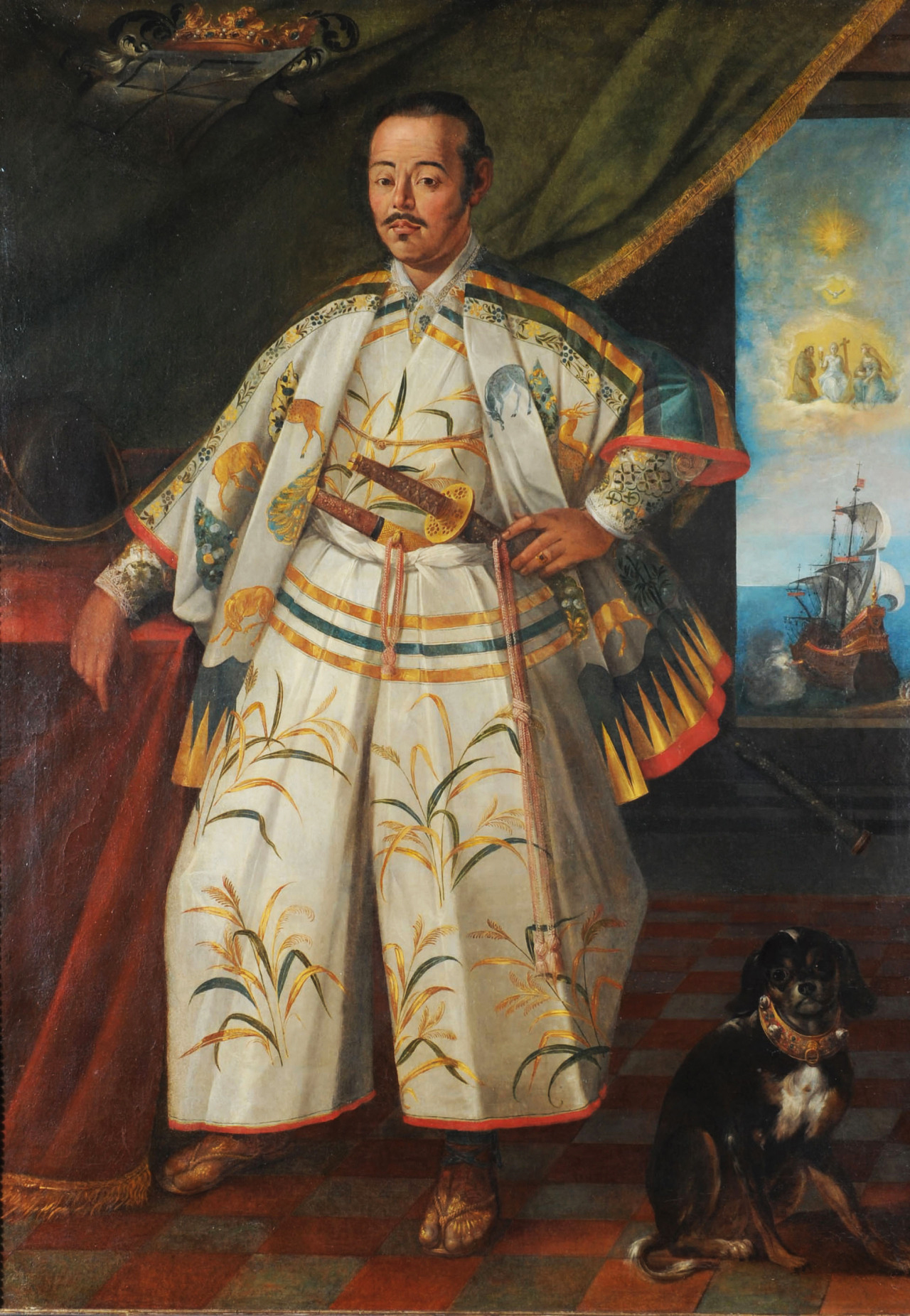
Haszekura Cunenaga Rómában, 1615-ben

Oda Nobunaga egy jól ismert földesúr volt a Nagojai területeken (akkor Ovari tartomány) és kivételes példaképként szolgált a Szengoku-korban élő szamurájok számára. Néhány év alatt megalapozta utódai számára Japán újra egyesítésének alapjait az új bakufu (sógunátus) ideje alatt. Újításokat hozott létre a hadsereg szervezésében és harcászati módszerekben: főleg puskákat használtak, fejlesztette a kereskedelmet és az ipart. Egymást követő győzelmei lehetővé tették, hogy megvalósítsa az Asikaga Bakufu végét, és a buddhista szerzetesek katonai létszámának csökkentését, amely tüzet szított a népesség között. Buddhista templomok szentélyeiből indítottak támadásokat, így nehezítve meg a katonai vezetők, sőt magának a császárnak a dolgát ez ügyben, aki próbálkozott a helyzet irányításával. Oda Nobunaga 1582-ben halt meg, amikor az egyik tábornoka, Akecsi Micuhide ellene fordult.
Tojotomi Hidejosi és Tokugava Iejaszu hű követői voltak Nobunagának. Hidejosi paraszti sorból kiemelkedve vált Nomunaga legjobb tábornokává, míg Iejaszu gyerekkori ismerőse volt. Hidejosi, megbosszulva az áruló Micuhide tettét, egy hónapon belül elfoglalta Nobugana helyét, mint jogos utódja. Ők ketten képesek voltak felhasználni Nobunaga előttük szerzett tapasztalatait és teljesítményeit, amely képessé tette őket arra, hogy megvalósítsák az egységes Japánt, mondván: „Az egyesítés egy torta. Oda megsütötte. Hasiba megformálta. És végül, csak Iejaszu fogja megízlelni.” (Hasiba valójában Hidejosi családi neve, amit Nobunaga követőjeként használt.)
Hidejosi 1586-ban fő miniszter lett, s egyszerű földműves család sarjaként megalkotta azt a törvényt, miszerint a szamuráj rend végleges és örökletes, míg a nem ide tartozó csoportoknak tiltott volt a fegyverviselés, ezáltal véget vetett a társadalmi szerveződéseknek Japán területén, ami egészen az Edo-kor végéig tartott.
A szamuráj ranggal felhatalmazott családok a 17. század után a Nobunagához közel állóak voltak. Ebben az időben a hatalom megszerzéséért folytak a harcok és a vereséget szenvedett szamurájok elvesztették rangjukat, és kóborló róninok lettek.

### Edo-kor

A szamurájok voltak a vezető réteg képviselői az Edo-korban

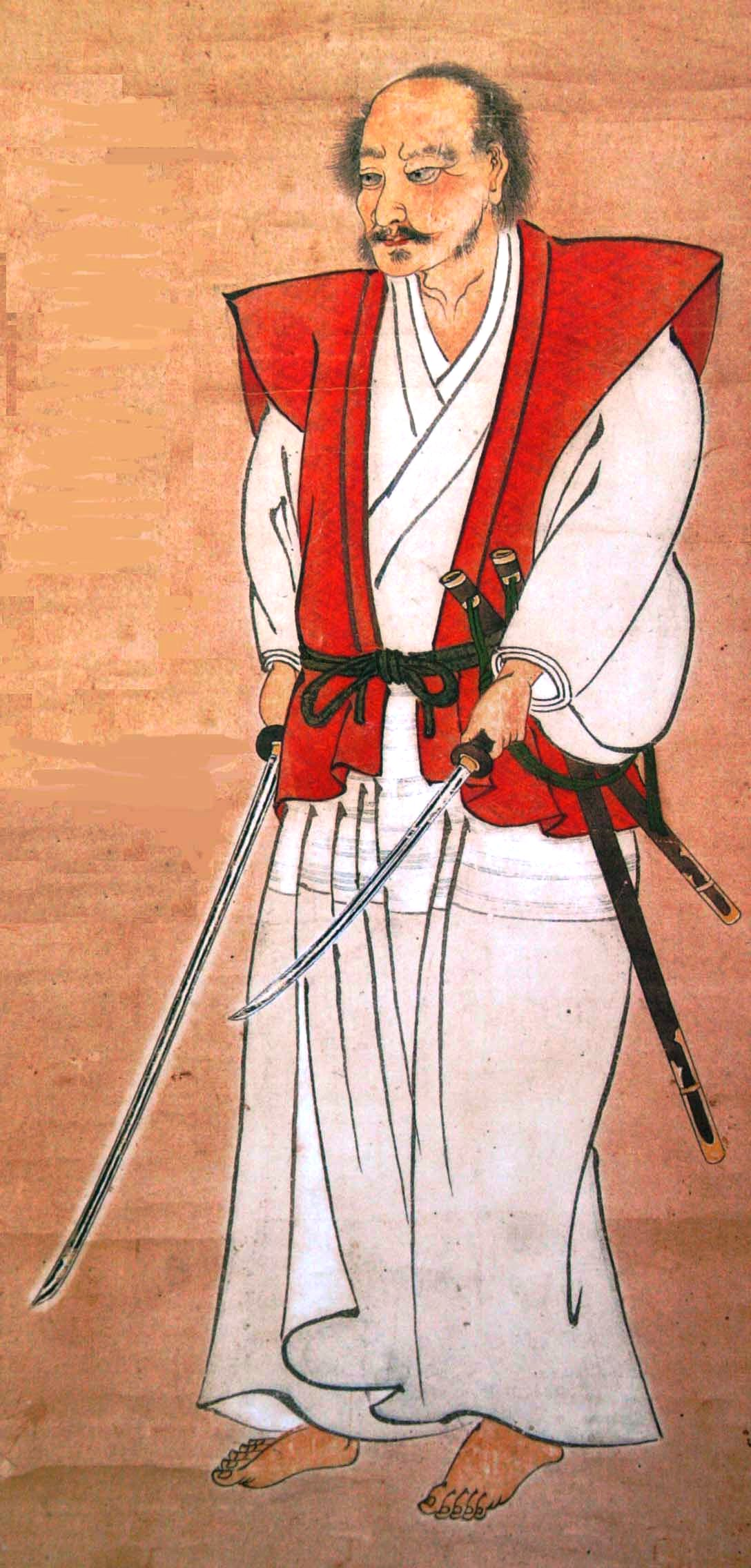
Mijamoto Muszasi

A tokugava sógunátus ideje alatt a szamurájok harcosok helyett bírókká és hivatalnokokká pozicionáltak. Háború hiányában elvesztették katonai szerepüket. Az Edo-kor végére a szamurájok a földesurak hivatalnokai voltak a maguk daisójával (kard). Még mindig jogukban állt bárkit a köznép közül megölni, ha úgy látták, nem adják meg a megfelelő tiszteletet feléjük (kiri-szute gomen (斬り捨て御免)), azonban az, hogy ezt valóban kihasználták, nem tudni. Amikor a vezetőség arra kötelezte a földesurakat, hogy csökkentsék seregeik létszámát, a munkanélkülivé vált róninok gondot jelentettek a társadalom számára.

## Modernizáció

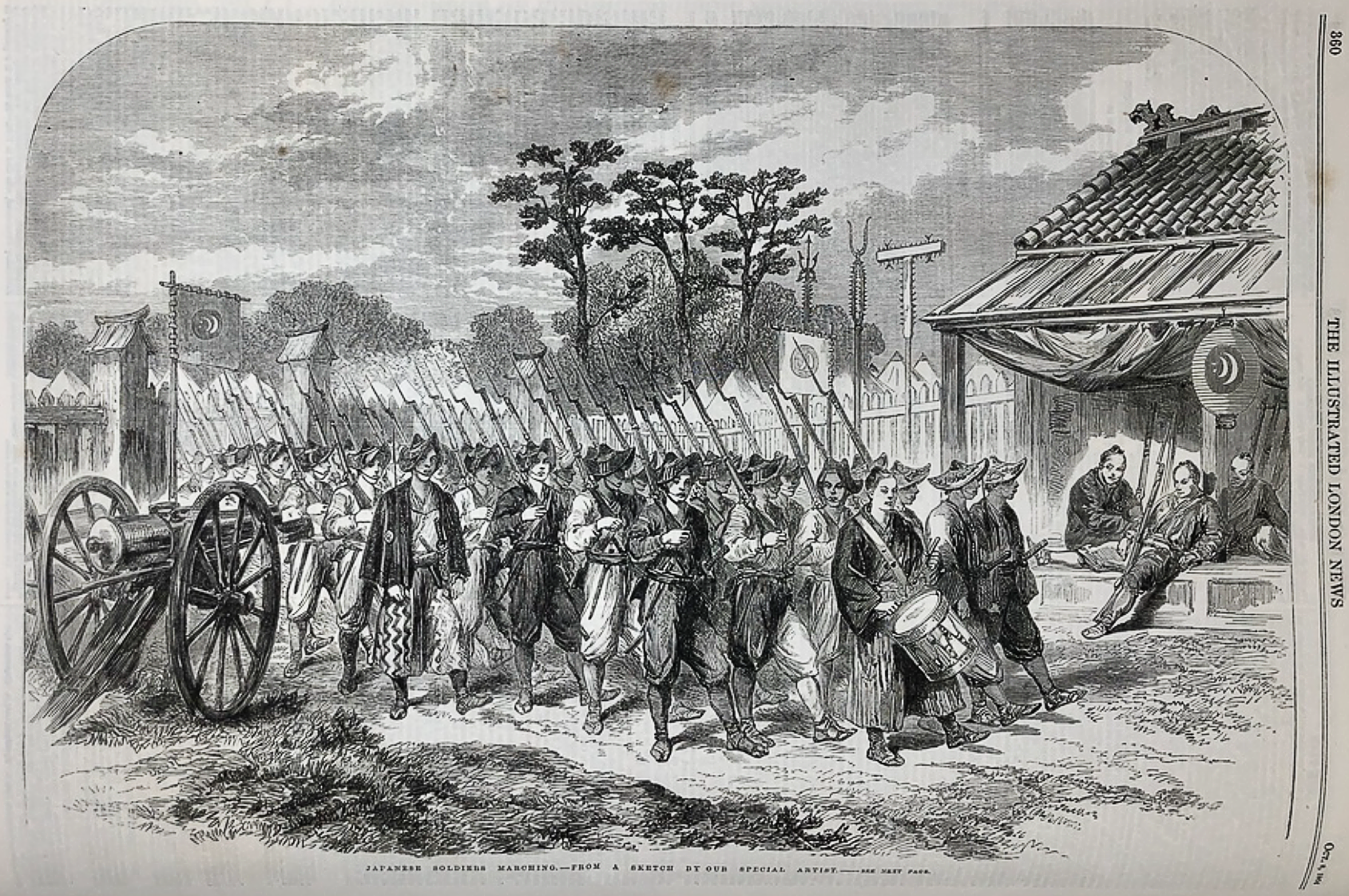
Szamuráj katonák 1864-ben

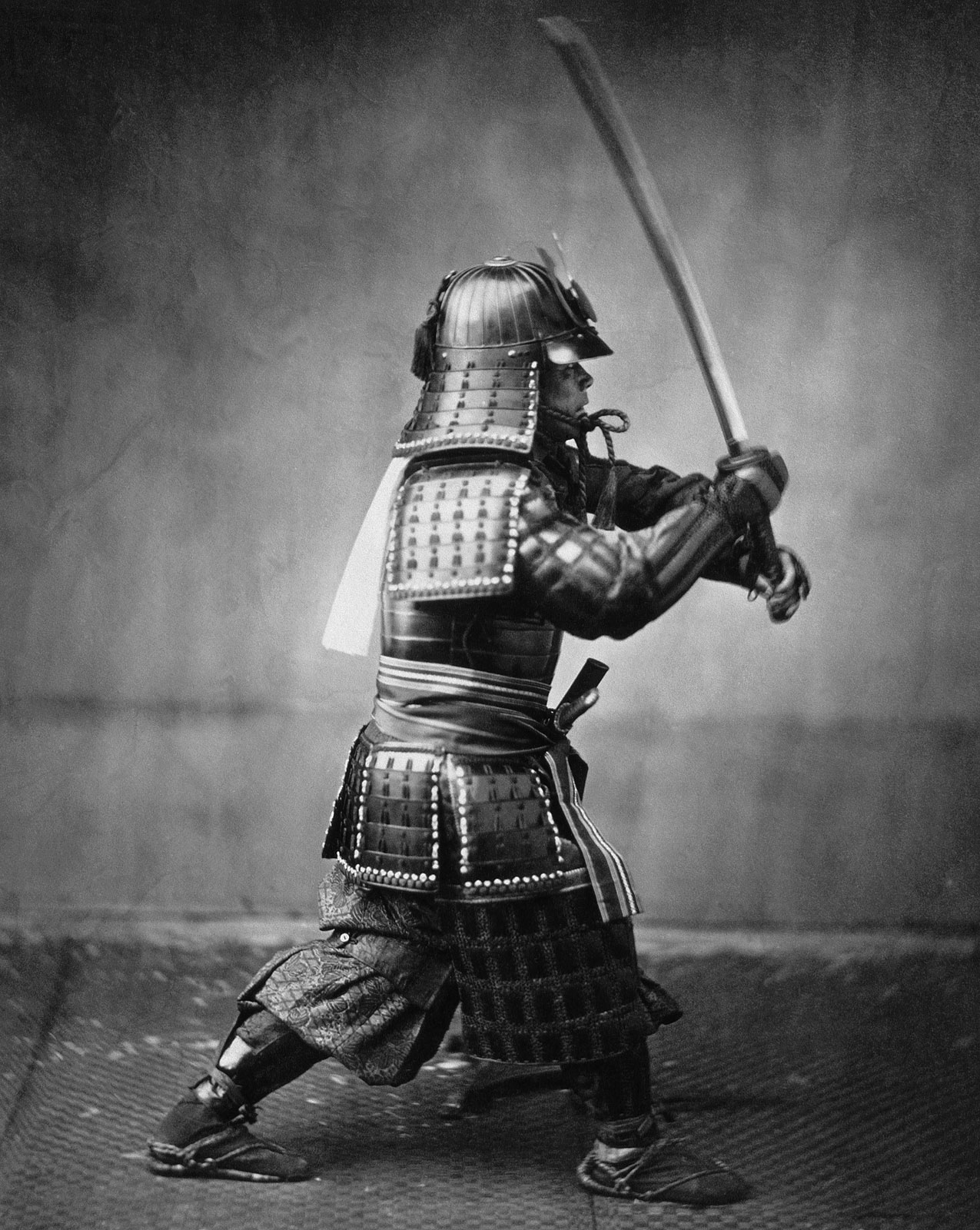
Szamuráj karddal 1860 körül

A Tokugava korszakban uralkodó viszonylagos békét megtörte az amerikai hadiflotta érkezése Matthew C. Perry vezetésével 1853-ban. Perry rákényszerítette Japánt, hogy nyissák meg kereskedelmi célra határait.
1854-től megkezdték a flotta és a szamurájok fegyverzetének korszerűsítését. A haditengerészeti kiképző iskola székhelyét Nagaszakiban alakították ki 1855-ben. Az itt tanulókat később nyugati iskolákba küldték, hogy néhány év alatt elsajátítsák az ottani technikákat, ezzel hagyományt teremtve a külföldi tanulmányokat végzett vezetők számára, mint például Enomoto admirális. Francia mérnököket alkalmaztak, hogy fegyvergyárakat építsenek. 1867-ben, a Tokugava sógunátus végén a sógun haditengerészete nyolc nyugati típusú hadihajóval rendelkezett, melyeket a gyarmatosító erők ellen használtak a bosin-háború idején. Az utolsó szamurájt 1867-ben látták.

## Hanyatlás

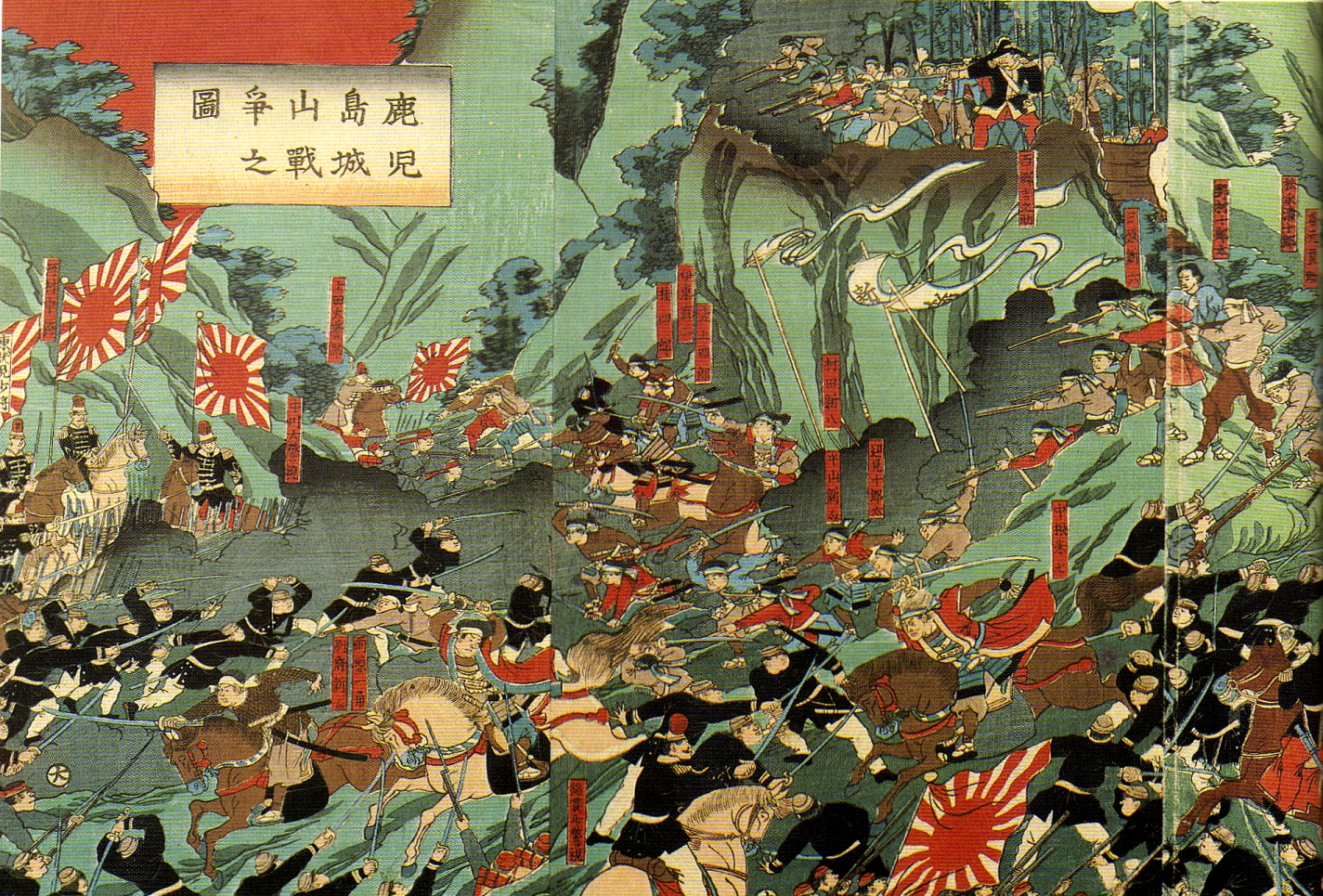
Saigó Takamori (jobb felső alak nyugati egyenruhában) a sirojamai csatába irányítja embereit, némelyiken hagyományos szamuráj páncél

Meidzsi császár 1876-ban megszüntette a szamurájok azon jogosultságát, mely szerint csak ők lehetnek az egyetlen felfegyverzett katonák, hogy cserébe egy fejlettebb, nyugati-stílusú, toborzott hadtestet hozhasson létre. Ennek következtében a szamurájok sizokuk (sizoku, nemes 士族) lettek, akik ugyan nem kapták meg teljes fizetésüket, de ettől függetlenül joguk volt katanát hordani és kivégezni azokat, akik nem voltak tiszteletteljesek velük szemben.
A szamurájok a több évszázados hatalmi fölény és államigazgatási szerepük után kezdtek hanyatlani. Habár még mindig vezetői szerepük volt a hadseregben. A Meidzsi kormány a modern Japánt az Egyesült Királyság és Németország példája alapján a nemességre támaszkodva próbálta alakítani. A szamurájok az új felfogás szerint nem tartoztak ide. A 19. század végére a Meidzsi reformok miatt a szamurájokat feloszlatták, helyére nyugati típusú nemzeti hadsereg jött létre. A császári japán hadsereg tagjait szigorú kiképzésnek vetették alá, de ettől függetlenül a szamurájok közül sokan önként jelentkeztek erre, és közülük többen is tiszti rangot szereztek. Az utolsó szamuráj összeütközés feltehetően 1877-ben történt a szacumai lázadás idején a sirojamai csatában. Ez a konfliktus az előző felkelésből merítette erejét. A megújult kormány gyökeres változtatásokat hozott emiatt: megváltoztatta a feudális vezetők katonai erejét és beszüntette a szamuráj megnevezést, rangot. A szamurájok közül többen üzletemberek lettek. (Ivaszaki Jataró, egy szamuráj ükunokája alapította a Mitsubishit.)

## Filozófia

### Vallási nézetek
A Buddhizmus és a Zen filozófia, illetve a Konfucianizmus és a Sintó (bár a két utóbbi kisebb mértékben) befolyásolta a szamuráj kultúrát. A zen meditáció egy fontos része volt a tanításnak, hiszen ez segített megnyugtatni az elmét. A buddhista elgondolás az újjászületésről és reinkarnációról segítette őket, hogy ne kövessenek el felesleges gyilkosságokat és ne kínozzák áldozataikat, míg néhányan fel is hagytak az erőszak alkalmazásával és buddhista szerzetesnek álltak. Többek a harcmezőn meghaltak ezen nézeteik miatt. Konfucianizmus legfőbb szerepe a szamurájok filozófiájában, hogy kihangsúlyozza a földesúr-jobbágy viszony fontosságát – a szamurájok hűségének kimutatását az uraik felé. Az 1895-ös kínai és az 1905-ös orosz vereség után nacionalista szerveződések kezdték ismét terjeszteni az ősi szamuráj nézetet, a busidót a nihondzsinron feltevés részeként, amely a japán kivételességről szól; ez a fogalom igen ritkának számított a korai 20. századi irodalmi felfogásban. Jamamoto Cunemoto könyve (Hagakure) és Mijamoto Muszasi műve, a Gorin no So (Az öt elem könyve) az Edo-korban íródott (1603-1868). Tartalmuk a zen filozófiához és a busidóhoz köthető.

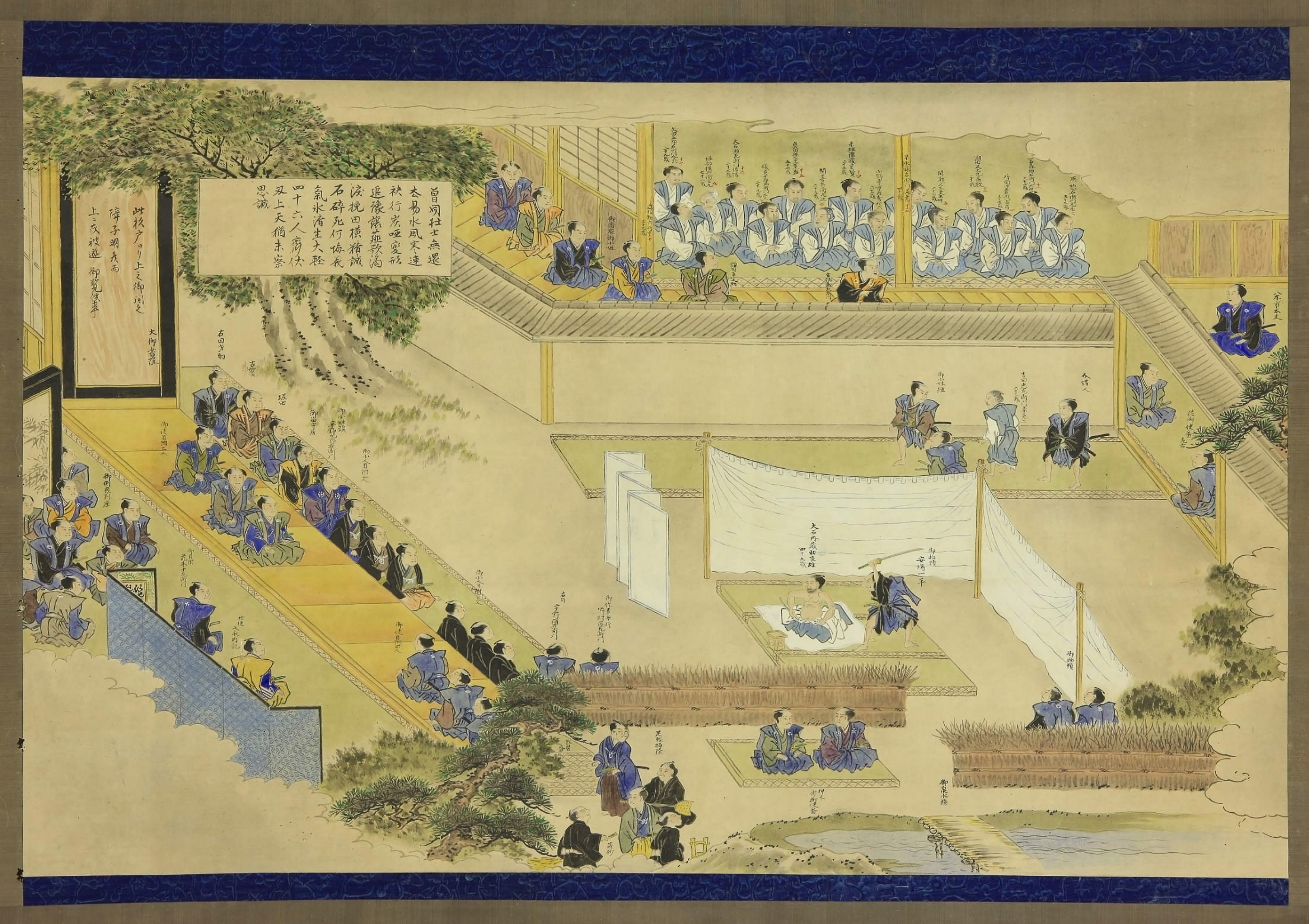
Festmény Óisi Josióról, ahogy szeppukut hajt végre, 1703.

### Tanaik
A 13. században Hódzsó Sigetoki (1198–1261) írta, hogy amikor valaki a seregben szolgál, nem szabad a többi száz vagy ezer emberre gondolnia, csakis a vezető létének fontosságáról kell gondoskodnia. Carl Steenstrup megjegyezte, hogy a 13. és 14. századi katonai feljegyzések (gunki) ábrázolják a busidót természetes környezetükben, a háborúban, magasztalják az olyan erényeket, mint a vakmerően bátorságot, a családi büszkeséget, a férfi mestere iránti önzetlen, néha értelmetlen odaadását. A földesurak közül Siba Josimasza (1350-1410) indította el, hogy a harcosok szinte várták a győzelmes halált a császár szolgálata alatt.
1412-ben Imagava Szadajo egy intelmekről szóló levelet írt a testvérének azt hangsúlyozva, hogy mennyire fontos szolgálni egy urat. Imagavát egész életében csodálták a katonai és jó adminisztrációs képességei miatt és írásai igen elterjedtek lettek. Ezek a levelek a Tokugava-kor központi törvényeinek alapjai lettek és egészen a második világháborúig kötelezték az olvasásukat.
Takeda Nobusige földesúr (1525–1561), hasonlóan vélekedett, miszerint mindegy, hogy magas vagy alacsony rangú, nem fordíthat hátat a vezér parancsának, nem kérhet ajándékot tőle. Mindegy, hogy milyen módon viselkedik a mester, nem érezhetik magukat elégedetlennek. Egy alattvaló nem bírálhatja felettesét.
Nabesima Naosige (1538–1618), egy másik földesúr, aki Kató Kijomasza oldalán harcolt Koreában úgy gondolta, hogy szégyenletes az, ha van olyan férfi, aki az életét nem kockáztatta legalább egyszer a harcmezőn rangjától függetlenül. Legismertebb mondása az, hogy a szamuráj útja a kétségbeesésben rejlik. Tíz, vagy annál több férfi nem tud egy ilyen embert megölni."
Torii Mototada (1539–1600) Tokugava Iejaszu szolgálatában álló úr volt. A szekigaharai csata előestéjén önként jelentkezett, hogy marad a már kudarcot vallott fusimi kastélynál, míg ura keletre tud nyomulni. Torii és Tokugava mindketten belátták, hogy a kastély védhetetlen. Hűségét bizonyítva maradt hátul, így mutatva meg, hogy ő és emberei a végsőkig képesek harcolni. Megfogadta, hogy élve nem fogják el. Végül, hősiesen 10 napig állták Isida Micunari 40.000 fős serege ostromát, annak ellenére, hogy az ő csapata csupán 2000 főből állt.

## Művészet
Xavéri Szent Ferenc 1547 decemberében Malajziában várta, hogy visszatérhessen Indiába, amikor találkozott egy alacsony rendű szamurájjal, akit Andzsirónak hívtak (lehetséges kiejtése Jadzsiró). Andzsiró nem volt túl eszes, de ennek ellenére lenyűgözte a keresztény misszionáriust azzal, hogy pontos jegyzeteket készített mindenről, amit a templomban hallott. Szent Ferenc úgy döntött, ellátogat Japánba ennek az alacsony rendű szamurájnak a győzködése miatt, aki azt állította, hogy az ottani emberek jól képzettek és vágynak a tudásra.
A 12. századra a szamurájok felsőbb osztálya magasan képzett volt, köszönhetően a konfucianizmus általános bevezetésére a 7. és 9. század környékén és válaszul a császári udvar felé nyújtott igényeikért (akik monopóliumot vezettek be a Heian-korszakban a kultúrára). Ez azt eredményezte, hogy törekedtek a nemesek kulturális képességeire.
Példaként Taira no Tadanori (egy szamuráj, aki megjelenik Heike monogatariban) bebizonyította, hogy azok a harcosok, akik a művészeteket tökéletesítették és arra törekedtek, hogy minél szebb legyen, jól képzettekké váltak. Tadanori híressé vált a toll és kard, vagyis a tanulás és harc harmónia képviselőjeként.
Azon férfiak száma – akik ezt tették és így éltek -, igen magas volt. Egy régi, a harcosokra használt kifejezés az 'uruvasii' volt[forrás?], amit a irodalom ("bun" 文) és a hadi művészet ("bu" 武) írásjegyével írtak (斌しい jelentése ma gyönyörű).

## Kultúra
A szamurájok saját kultúrájukat alakították ki, amely egész Japánra nagy hatással volt és van. Magába foglalja a japán tea kultúrát, a monokróm (egy színű) tintával való festészetet, sziklakertek építését és líra írást is. Kínai mintára épültek. Zen buddhista szerzetesek mutatták meg nekik és engedélyezték számukra a terjesztését a nagy érdeklődésre való tekintettel.
Muszó Szoszeki (1275-1351) egy ilyen szerzetes volt, aki Go-Daigo császár és Asikaga Takaudzsi tábornok tanácsadója volt. Muszó, csak úgy, mint más szerzetesek politikai és kulturális diplomáciai szerepet töltött be Japán és Kína között. Muszót többek között egyedi kőkertjei tették ismertté. A művészetek másik Asikaga támogatója Josimasza volt.

#### Oktatás

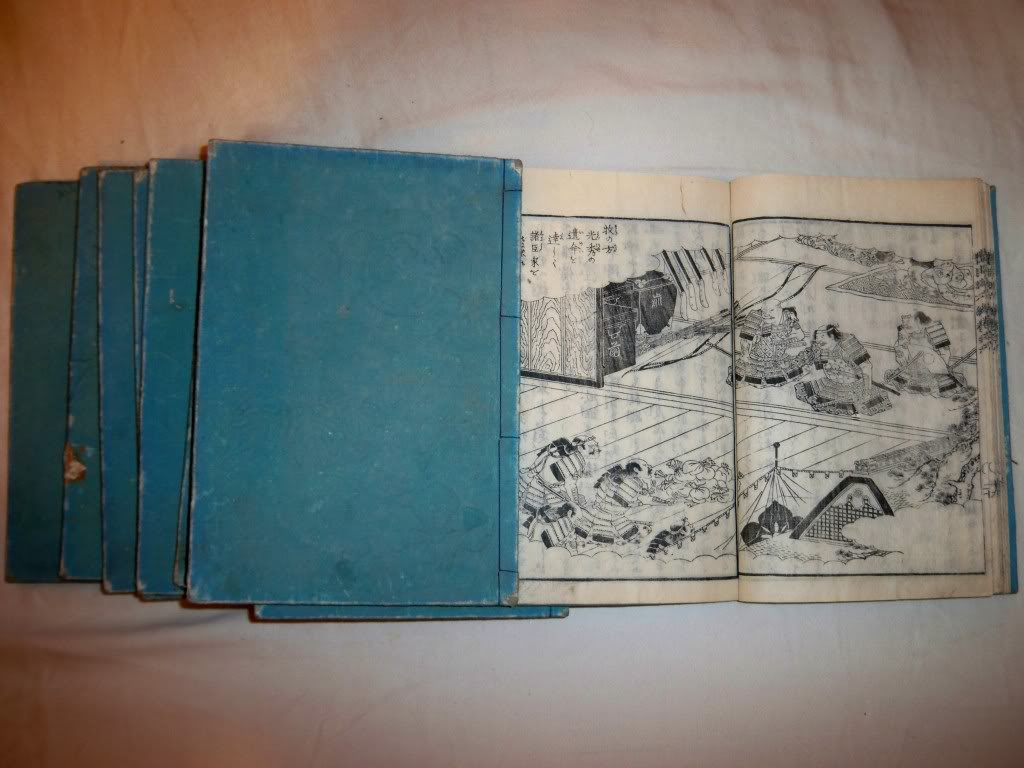
Egy tíz részes, keménykötésű könyv egy oszakai művésztől Macukava Hanzan (1820–1882?) 1863

Általánosságban a szamurájok, arisztokraták és papok között magas volt az írástudók aránya. Egy nem rég készült kutatás szerint az írásjegyeket olvasni tudók száma több volt, mint ahogy azt korábban hitték. Erre példák az udvar által készült feljegyzések, születési, halálozási, illetve házassági dokumentumok a Kamakura korszakból, melyeket földművesek készítettek. Némely szamuráj saját könyvtárat tartott fent, amely stratégiai szövegeket és más jegyzeteket tartalmazott, melyek segítették a feudális Japánt. Egy ilyen könyvtár akár 20.000 kötetből is állt. A felsőbb nemesi rétegnek úgynevezett családi könyvtára volt, ami klasszikusokból, buddhista szent tekercsekből, családi történetekből tevődött össze.
A nemesek a fiaikat igyekeztek minél korábban taníttatni, ezt rendszerint a 8. életévük betöltése jelentette. Egészen 19, 20 éves korukig tanultak olvasást, írást és vallást. Amint befejezték, megnősültek és a politikai életben helyet kerestek. Egy 1549. november 11-ei levélben Xavéri Szent Ferenc egyfajta több szintű oktatási rendszerről számolt be, amelyek egyetemekhez és főiskolákhoz hasonlítottak.

#### Névadás
A szamurájok általában neveiket az édesapjuk vagy nagyapjuk nevének írásjegyéből és egy új írásjegy összeolvasztásából kapták. Teljes nevük helyett azonban annak csak egy részét használták. Például Oda Nobunaga teljes neve Oda Kazuszanoszuke Szaburo Nobunaga (織田上総介三郎信長), melyből az Oda a családi neve, a Kazuszanoszuke egy titulus (Kazusza tartomány alkormányzója), Szaburo egy becenév (jobina), és Nobigana a felnőtt neve (nanori), amit a genpuku ceremónia közben kapott. A férfit a családi neve és titulusa után hívták, vagy ha ez utóbbi nem volt, akkor a jobina nevét használta. A nanori nevét csak egy pár, igen kiváltságos személy használhatta, többek között a császár. Saját nanori neveiket ők választották, és gyakran változtatták, hogy tükrözzék elkötelezettségüket.

#### Házasság
Előre elrendezett házasságot kötöttek, amelyet egy közbenjáró rendezett azonos, vagy magasabb rangúak között. Míg a magasabb rangú szamurájoknál ez szükséges volt (nem igazán volt lehetőségük nőkkel találkozni), addig az alacsonyabb rendűeknél inkább csak formális okokból történt így. A legtöbben olyan nőt vettek feleségül, akik szintén szamuráj családból származtak, de az alacsonyabb rendű harcosoknak megengedett volt a köznép soraiból házastársat találni. Ezekben a házasságokban a nő hozományát az új háztartás megalapítására használták.
A szamurájok tarthattak ugyan ágyasokat, de azokat egy magasabb rendű szamuráj mindig ellenőrizte. Sok esetben egy ágyas tartása hasonló volt, mint a házasság. Egy ágyas elrablása nem csak szégyennek számított, sőt bűncselekménynek. Ha az ágyas nem nemes származású volt, egy futárt küldtek a családnak pénzzel, vagy egy üzenettel, amely felmentette őket az adózás alól, ezzel kérve a szülők beleegyezését. Annak ellenére, hogy a nő nem volt valós feleség, és ez a lét (az ágyastartás) igen lenézett volt, sok gazdag kereskedő úgy vélte, ágyasnak lenni kiváltság volt, mintsem egy közember feleségeként élni. Amikor egy kereskedő lánya egy szamurájhoz ment feleségül, a családja eltörölte a szamuráj adósságait és az ő társadalmi helyzete növelte a család jövedelmének növekedésének esélyeit. Ha a szamuráj ágyasa fiúnak adott életet, a gyermek örökölhette apja társadalmi rangját.
Ugyan ezek a házasságok válással végződhettek igen sok okból (egy felettes engedélyével), mégis ritkának számítottak. Ha a feleség képtelen volt fiút szülni, a férj elválhatott, de egy fiú örökös örökbefogadása megoldotta a problémát. Személyes okokból is történhetett a válás, egyszerűen azért, mert a férj nem szerette a feleségét, de ezt igyekeztek elkerülni, hiszen a házasságot megrendező fél számára zavarba ejtő lett volna ez a cselekedet. A nő szintén kezdeményezhette a válást, habár a formalitás tekintetében úgy rendezték, mintha a férfi kezdeményezte volna. A válás után a szamurájnak vissza kellett adnia a nő hozományát a családnak, melynek tudatában legtöbbször mégsem váltak el.

## Nők szerepe
Legfőbb feladatuk a háztartás vezetése volt. Ez legfőképpen a feudális Japán idején volt jellemző, amikor férjeik háborúba mentek. A feleség, vagy okugataszama (az, aki otthon marad) nevelte a gyerekeket és előfordult, hogy erővel védelmezte otthonát. E miatt a legtöbb nő a szamurájok osztályából kiképzést kapott, miképp harcoljanak naginatával vagy egy különleges késsel, a kaikennel, melyet a harcművészetben tantódzsucunak neveznek . Ezeket elsajátítva már meg tudták védeni otthonaikat. 

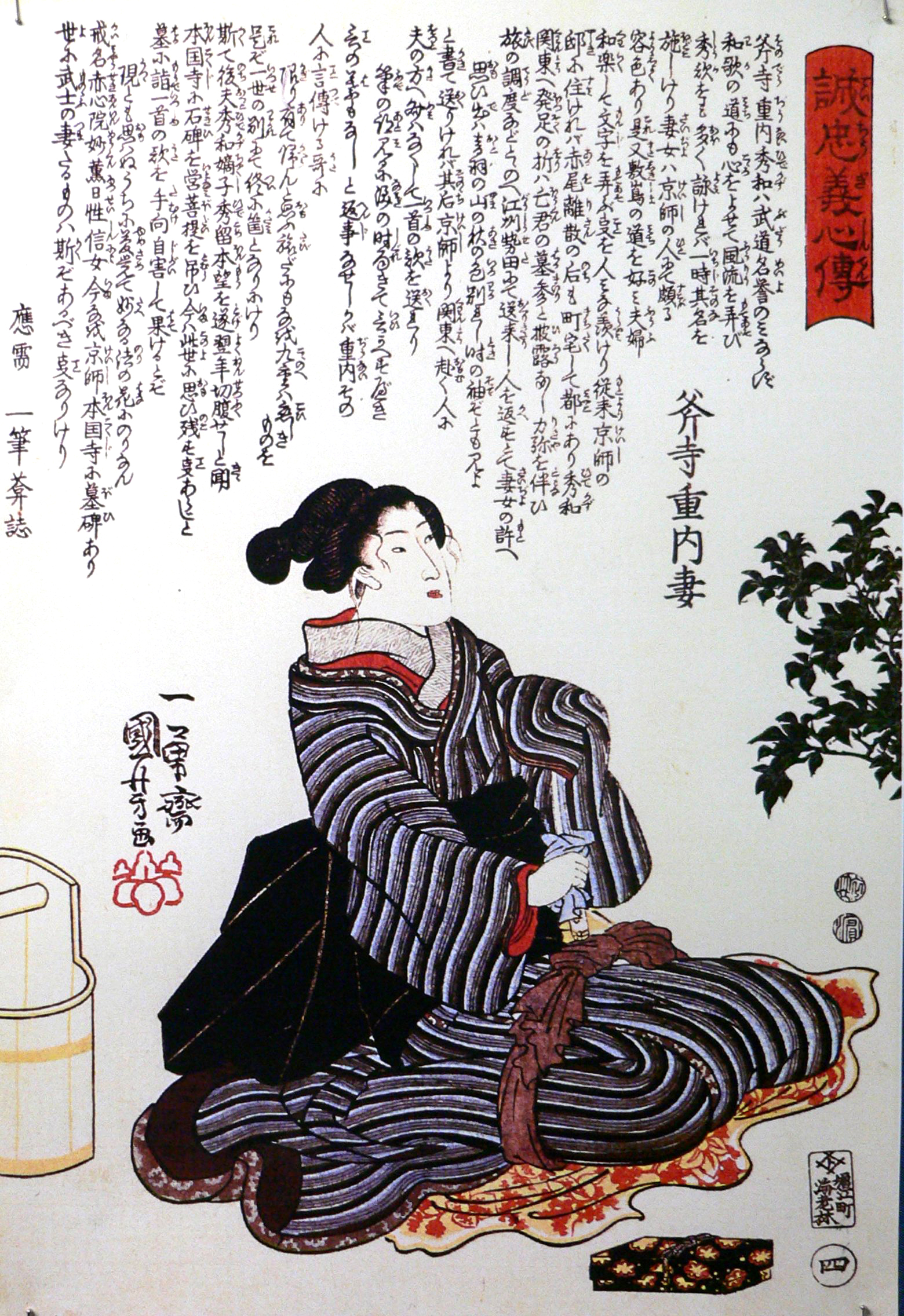
Japán nő dzsigaira készül (a szeppuku női változata), hogy férje után a halálba menjen

Egy nő jellemvonásaiban becsülték az alázatosságot, engedelmességet, önuralmat és hűséget. Ideális esetben egy szamuráj feleség képes volt otthona igazgatására, feljegyzéseket készített, kezelte a pénzüggyel kapcsolatos teendőket, tanította a gyerekeket (és esetenként a szolgákat), illetve gondoskodott az idősödő szülőkről, akik egy fedél alatt éltek vele. A konfúciusi törvény, amely előírta a személyes viszonyokat és a harcosok becsületkódexe elvárta, hogy a nő támogassa férjét, szüleiről és gyermekeiről is gondoskodjon. Úgy gondolták, hogy a túl sok szeretet elkényezteti és elrontja a fiatalságot, ezért a nők fegyelmet gyakorolhattak.
Bár a tehetősebb családból származó nők élvezték társadalmilag kiemelkedő szerepüket, (ilyen például az, hogy elkerülték a fizikai munkát, amelyet az alacsonyabb osztályba tartozóak nem tehettek meg) nem voltak egyenrangúak a férfiakkal. Tilos volt számukra bármilyen politikai ügyben részt venni és nem őket tekintették a háztartás fejeinek.
Ez nem jelenti azt, hogy a nők tehetetlenek voltak. Az erős nők bölcsen vagy kevésbé bölcs módon védték hatalmukat. Asikaga Josimasza, a Muromacsi sógunátus 8. sóguna miután érdeklődését elvesztette a politika iránt, felesége Hino Toiko uralkodott az ő nevében. Nene, Tojotomi Hidejosi felesége arról volt ismert, hogy időnként felülbírálta férje döntéseit. Hidejosi ágyasa, Jodo-donoból lett az oszakai kastély és a Tojotomi klán vezetője a férfi halála után.
Tacsibana Gincsijo apja halála után átvette klánjának vezetését. Csijo, Jamaucsi Kazutojo feleségét tartják a mai napig a tökéletes feleség példájaként számon. A legenda szerint kimonóját régi ruhákból varrta meg, így spórolva egy kis pénzt, hogy férjének egy gyönyörű lovat tudjon vásárolni, mellyel aztán a férfi sok csatát megnyert. A nők hatalmának forrásaként nevezhető az is, hogy férjeik rájuk bízták vagyonukat is.
Ahogy a Tokugava-kor fejlődött, úgy lett egyre fontosabb az oktatás, ezen belül is a nők oktatása, akik már fiatal korukban fontos részei voltak a családnak és a társadalomnak. A házasság előfeltételévé vált a magas intelligencia, mint vonzó női tulajdonság a külső szépség mellett. Attól függetlenül, hogy a feljegyzések szerint a nőktől csak azt várták el, hogy jó feleségek legyenek, előfordult az is, hogy nem ragadtak le ennyinél, hanem megtanultak olvasni, sőt filozófia és irodalom órákat vettek. A Tokugava-kor végére közel minden szamuráj családba született nő írástudóvá vált.

## Mítosz és valóság
A legtöbb szamurájt kötötte a becsületkódex és elvárták tőlük, hogy erkölcsi példát mutassanak a náluk alacsonyabb rangúaknak. Egy említésre való rész a kódexből a szeppuku (切腹) vagy hara kiri, amely megengedte egy kegyvesztett szamurájnak, hogy visszanyerje a becsületét a halál által (abban a korban a szamurájokat még mindig kötötték a társadalmi szabályok.) Míg a szamurájok viselkedésének számos romantikus jellegzetessége van, (például 1905-ben a  Busidó  ( 武士道 ) írása), a kobudó tanulmányai és a hagyományos budó jelezték, hogy a szamurájok ugyanolyan gyakorlottak voltak a csatatéren, mint bármely más harcos.
A huszadik század buja romantikája ellenére a szamurájok lehettek hűtlenek és árulóak (például Akecsi Micuhide), gyávák, bátrak vagy túl hűségesek (például Kuszunoki Maszasige.) A szamurájok általában hűségesek voltak közvetlen feletteseikhez, ők viszont magasabb rangúakkal szövetkeztek. Azok, akik lojálisak voltak a magasabb rendű urakhoz gyakran cserélődtek; például a Tojotomi Hidejosi ( 豊臣 秀吉) alatt lévő nagyurakat hűséges szamurájok szolgálták, de a feudális urak alá tartozók leválthatták segítőiket Tokugavára, és velük a szamurájaikat. Volt azonban olyan eset is, amikor a szamuráj hűtlen volt az urához (daimjó), amikor a császár iránti lojalitás előnyt élvezett.

## Nyugati szamurájok
Az angol tengerész és kalandor William Adams (1564–1620) volt az első Joosten-nel együtt, akik a nyugatiak közül kiérdemelték a szamurájok méltóságát. A sógun, Tokugava Iejaszu két karddal ajándékozta meg, bemutatván a szamurájok tekintélyét, és kinyilvánította, hogy William Adams a tengerész meghalt, de Miura Andzsin (三浦按針), a szamuráj megszületett. Adams szintén kiérdemelte a hatamoto (zászlós) címet, egy magas rendű pozíció, aki egy közvetlen csatlós a sógun udvarában. Nagylelkű jövedelmekkel gondoskodtak róla.
Jan Joosten van Lodensteijn (1556?–1623?), Adams holland kollégája, egy Japánba tartó szerencsétlen hajóútjuk során, a hajón (De Liefde) szintén hasonló privilégiumokat kapott a sóguntól. Joosten szintén hatamoto szamuráj lett.

## Fegyverek

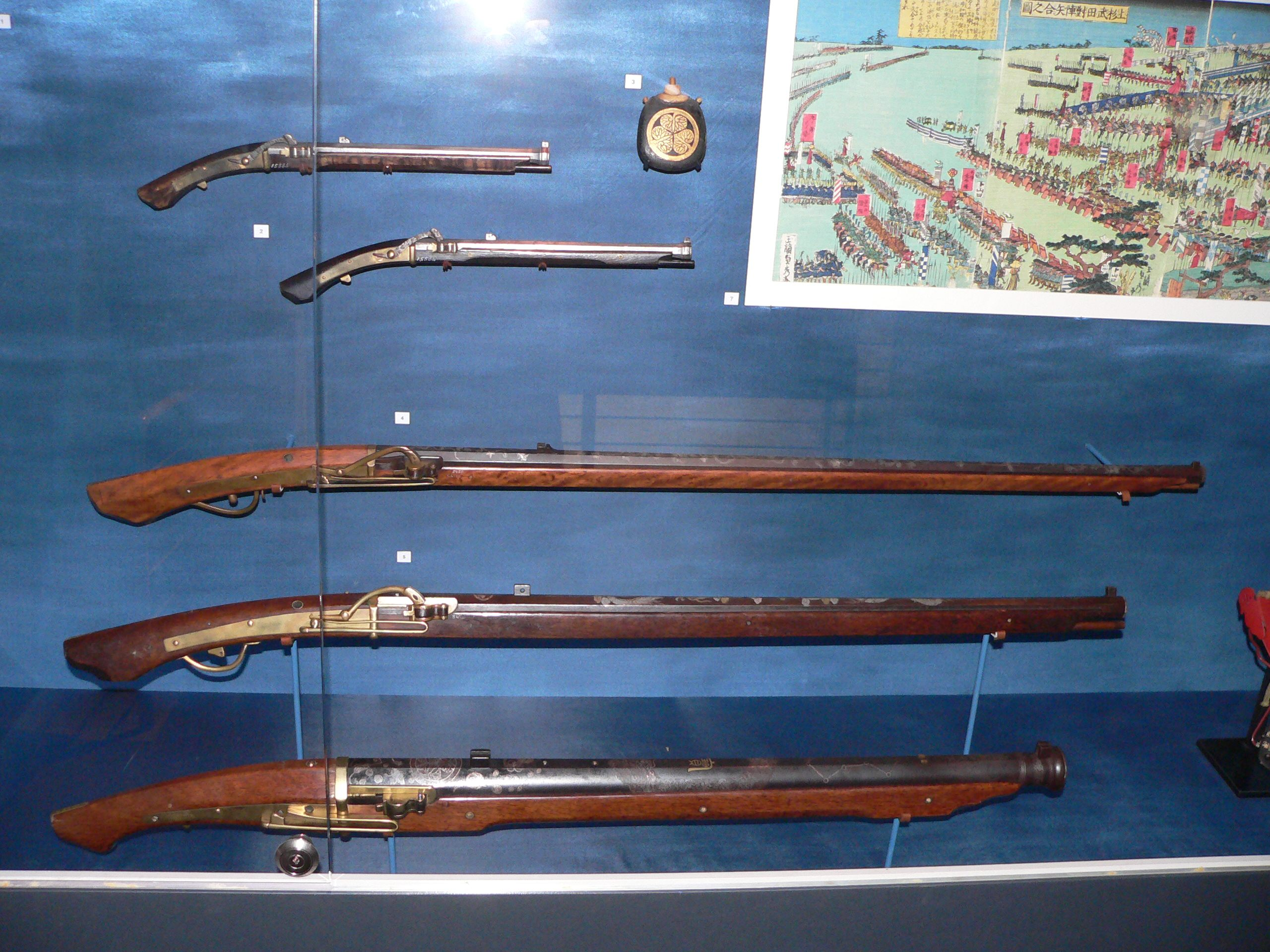
Néhány japán (szamuráj) Tanegashima (tanegasima) lőfegyver

- Kardok: (szamuráj kardok); azok a fegyverek, amik már szinonimává váltak a szamurájokkal. Az ősi japán kardok a Nara-korból jellemzően egyenes pengéjűek voltak, de a késői 900-as években megjelent a görbített tacsi kard is, amit követett az ucsigatana és végül a katana. Kisebb, jobban ismert társ kardok a vakizasi és a tantó.[19]
- A jumi: (hosszú íj), tükrözi a kjúdzsucu (szó szerint – az íj szakértelme) művészetét, és ez volt a Japán hadsereg egyik fő fegyvere. Használata hanyatlásnak indult a tanegasima (japán kovás puska) bemutatásával, a Szengoku korszak alatt, de a készséget továbbra is gyakorolták, ha más nem, sport céljából.
- Tanegasima (japán kovás puska): 1543-ban mutatták be Japánban a Portugáliával való kereskedés során. A tanegasimát a japán fegyverkovácsok nagy mennyiségben gyártották, amely lehetővé tette a haduraknak, hogy növeljék és kiképezzék a seregüket a parasztok tömegeiből. Az új fegyverek nagyon hatékonyak voltak, a könnyen kezelhetőségük és halálos hatékonyságuk vezetett oda, hogy a tanegasimát választották a jumi (íj) helyett. A 16. század végére több lőfegyver volt Japánban, mint a legtöbb európai országban.
- Az ágyúk az 1570-es években váltak szerves részévé a szamuráj fegyvertáraknak. Az első népszerű ágyú forgatható lövegzárú volt, melynek a kunikuzusi (tartomány pusztító) nevet adták. Körülbelül 120 kilogrammot nyomott és a lövedéke 280 gramm volt.
- Különböző bot fegyvereket készítettek tölgyből vagy más kemény fából, melyeket különböző formájúra faragtak. A legismertebbek a bó, dzsó, hanbó és a tanbó
- Vasból vagy fából készült, sokféle formára készített ütőket is használtak. (dzsitte – egy kezes fegyver, kanabó – két kezes fegyver)
- Több fegyver is készült láncok (kuszari) felhasználásával. Ilyen a kuszarigama és a kuszari-fundó.Egy 1890-es fénykép mutatja a sokszínű páncélzatot és fegyvereket, amelyeket egy szamuráj használt

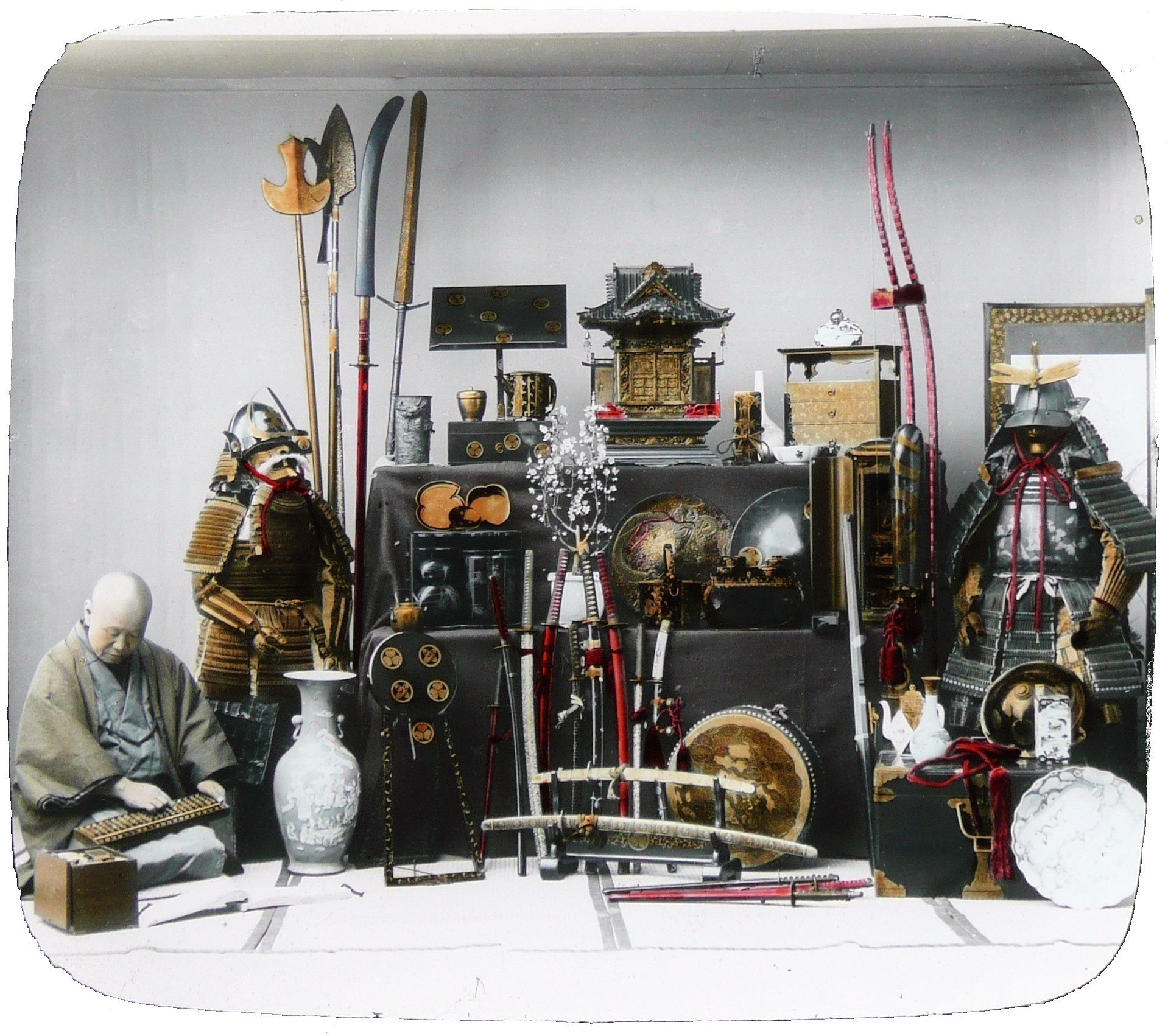
Egy 1890-es fénykép mutatja a sokszínű páncélzatot és fegyvereket, amelyeket egy szamuráj használt

## Páncélzat

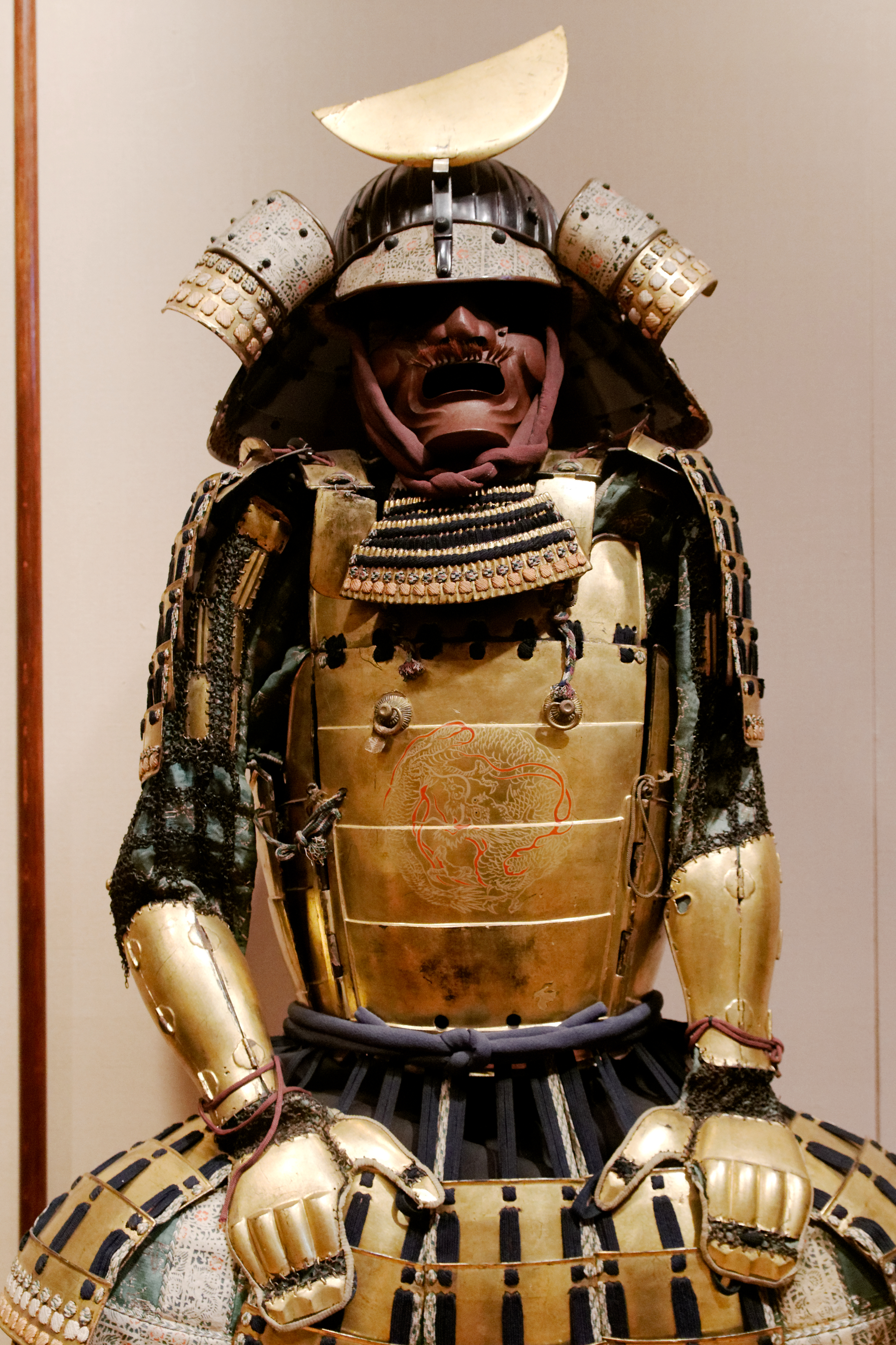
Edo-kor (1600-as évek) szamuráj páncél, Tosei-gusoku (toszei-guszoku).

Már a 17. században viseltek a japán harcosok rétegelt páncélt. Végül ebből a páncélból alakult ki az, amelyet később a szamurájok viseltek. A japán páncélok elődjeit ó-joroi-nak hívtak. Ezek a korai szamuráj páncélok apró, különálló pikkelyekből készültek, amiket úgy hívtak, hogy kozane. Készülhetett vasból vagy bőrből is és összekötözték őket kis darabkákká. A darabokat bevonták lakkal, hogy megvédjék a víztől. Ezután egy sor kozane darabkát összefűztek selyemmel vagy bőrfűzővel, így alakítván ki egy teljes mellkasvértet. (dó páncél).
Az 1500-as években egy újfajta páncél kezdett népszerű lenni (további védelem szükségessége miatt) köszönhetően a lőfegyverek és az új harci taktikák megjelenésének. A különálló pikkelyekből készült kozane dó-t leváltotta a lemez páncél. Ez az új páncél, amihez vaslemezt használtak a dó tószei-guszoku-ként vagy modern páncélként vált ismertté. Több másik, változatos páncél elem védte a szamuráj testét. A sisak kabuto, egy fontos része volt a szamuráj páncéljának.
A páncélok változtak és fejlődtek, pont ahogy a szamuráj harcászat módszerei változtak a századok alatt. A szamuráj páncél használatának legutolsó ismert eseménye 1877-ben volt, a szacuma lázadás idején. Amint leverték a lázadást, Japán modernizálta a védelmét és bevezette a kötelező sorkatonaságot, akik már (nyugati jellegű) egyenruhát használtak.

## Népszerűsége

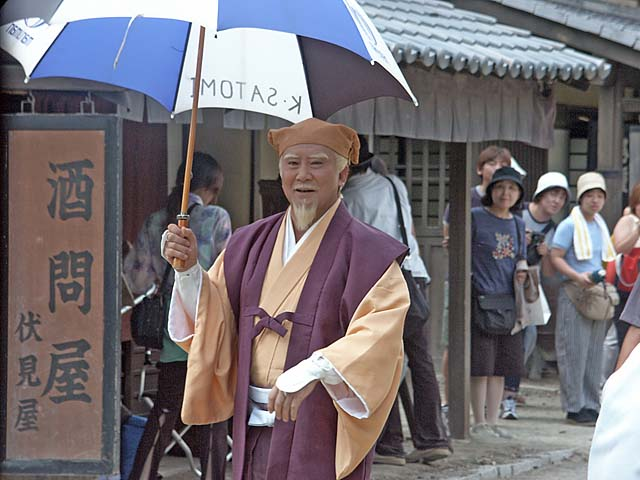
Kótaró Szatomi (színész) a Mito Kōmon (Mito Kómon) forgatásán

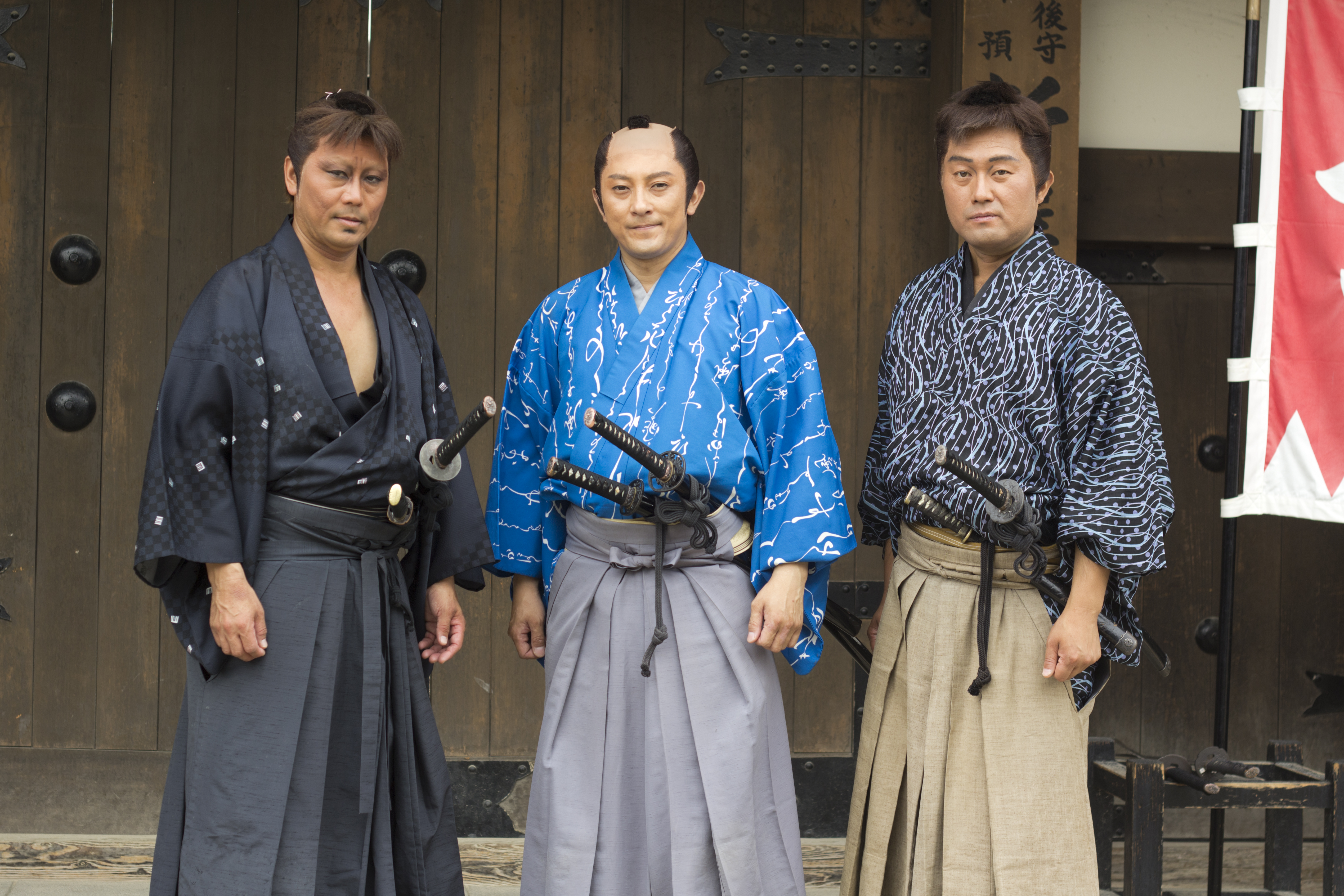
A kiotói Eigamura filmstúdiónál színészek szamurájokat és roninokat játszanak

Dzsidaigeki (történelmi dráma) mindig is egy tartós eleme volt a japán filmkészítésnek. A történetek rendszerint szamurájokat vonnak be a cselekményekbe. Az egyik leghíresebb rendező, Kuroszava Akira nagy mértékben befolyásolta nyugaton a szamurájok megjelenését a filmekben. George Lucas Csillagok háborúja filmsorozata is vett át ilyen vonatkozásokat (A hét szamuráj). Ebből példa az, hogy hét harcost bérelnek fel, (akiket helyi földművesek közül toboroznak) hogy megvédjék földjüket a banditáktól; Csillagok háborúja IV: Egy új remény hasonló alaphelyzetből indul. Kuroszavát John Ford inspirálta és cserébe Kuroszava alkotásait újraalkotta nyugatias formában, ilyen példa a A hét szamurájból alkotott A hét mesterlövész, illetve az Egy maréknyi dollárért a A testőr alapján. A hét szamuráj című filmből egy 26 részes anime is készült Samurai 7 (7 szamuráj) címmel.
A filmek mellett az irodalomban is helyet kaptak. Okazaki Takasi az Afro szamuráj alkotója műve eredetileg dódzsinsi (a szerző által írt és kiadott mű) vagy Manga, ám a Gonzo Stúdió anime tv filmet készített belőle. 2007-ben egy amerikai televíziós csatornán került műsorba (Spike TV). A főszereplő hangját Samuel L. Jackson kölcsönzi. Népszerűségének köszönhetően Xbox (konzol)-on és PlayStation 3-on is elérhető.
- Filmek, sorozatok, játékok, amelyeket inspirált: Az utolsó szamuráj, Farkas, Power Rangers: Samurai, Marvel Vs. Capcom
- Az Ámokfutók együttes Szomorú szamuráj dala.

## Híres szamurájok
- Akecsi Micuhide
- Amakusza Siró
- Date Maszamune
- Hódzsó Udzsimasza
- Honda Tadakacu
- Kuszunoki Maszasige
- Minamoto no Josicune
- Minamoto no Josiie
- Mijamoto Muszasi
- Oda Nobunaga
- Szaigó Takamori
- Szaitó Hadzsime
- Szakamoto Rjóma
- Szanada Jukimura
- Szaszaki Kodzsiró
- Simazu Takahisza
- Simazu Josihiro
- Takeda Singen
- Tokugava Iejaszu
- Tomoe Gozen
- Tojotomi Hidejosi
- Ueszugi Kensin
- Takajama Ukon
- Jagjú Dzsúbee Micujosi
- Jagjú Munenori
- Jamamoto Cunetomo
- Jamaoka Tessú

### További források
- Ansart, Olivier. "Lust, Commerce and Corruption: An Account of What I Have Seen and Heard by an Edo Samurai". Asian Studies Review 39.3 (2015): 529–530.
- Cummins, Antony, and Mieko Koizumi. The Lost Samurai School (North Atlantic Books, 2016) 17th century Samurai textbook on comnbat; heavily illustrated.
- Coleridge, Henry James. the Life and Letters of St. Francis Xavier. Forgotten Books. ISBN 978-1-4510-0048-1
- Wilson, William Scott. Ideals of the Samurai: Writings of Japanese Warriors. Kodansha (1982). ISBN 0-89750-081-4

## Fordítás
- Ez a szócikk részben vagy egészben  a   Samurai című angol Wikipédia-szócikk ezen változatának fordításán alapul.  Az eredeti cikk szerkesztőit annak laptörténete sorolja fel. Ez a jelzés csupán a megfogalmazás eredetét és a szerzői jogokat jelzi, nem szolgál a cikkben szereplő információk forrásmegjelöléseként.

## További információ
- Torrente del Bosque,. Japán shógunok titokzatos élete [archivált változat] (magyar nyelven). Magyarország: Vagabund Kiadó (2005). ISBN 963940957x. Hozzáférés ideje: 2013. április 1. [archiválás ideje: 2017. augusztus 27.]
- Louis Frédéric: Japán hétköznapjai a szamurájok korában. 1185–1603; ford. Gyáros Erzsébet; Gondolat, Budapest, 1974
- Catharina Blomberg: Szamurájok. Japán harcos nemességének történelmi és vallási háttere; ford. Borbély Tamás; Szenzár, Budapest, 2001 (Harcosok ösvényén)
- Toshishiro Obata: Shinkendo. Szamuráj kardvívás; ford. Lukács Péter; Meredek Sportegyesület, Budapest, 2002
- Darrell Max Craig: Mugai Ryu. A kardrántás klasszikus szamuráj művészete; ford. Vida Andrea; Lunarimpex, Budapest, 2004 (Mesterek és harci művészetek)
- Stephen Turnbull: Szamurájok. Japán nemes harcosainak története; ford. Antóni Csaba; Kossuth, Budapest, 2005
- Thomas Louis–Tommy Ito: Szamuráj. A harcos törvénykönyve; ford. Kós Krisztina; Reneszánsz, Budapest, 2008
- Hiroaki Sato: Szamurájlegendák; összeáll., jegyz., előszó Yamaji Masanori, ford. Gyura Veronika, Hollósi Krisztina; General Press, Budapest, 2009
- Thomas D. Conlan: Szamurájok. Fegyverek és harci technikák, 1200–1877; ford. Kőrös László; Ventus Libro, Budapest, 2010
- Stephen Turnbull: Női szamurájok, 1184–1877; ford. Tamás Gábor; Delta Vision, Budapest, 2012 (Harcosok)
- Stephen Turnbull: Szamurájok. A japán harcos (nem hivatalos) kézikönyve; ford. Árokszállásy Zoltán; Corvina, Budapest, 2013
- Scott Shaw: Szamuráj zen; ford. Edelényi Gyula; 2. jav. kiad.; Lunarimpex, Budapest, 2016 (Mesterek és harci művészetek)
- Nitobe Inazo: Busidó. A szamuráj útja; ford. Jóvér Béla; Lazi, Szeged, 2018
- Szamurájok könyve. Az ikonikus japán harcosok hihetetlen története; ford. R. Kovács Anna; Ringier Hungary Kft., Budapest, 2023 (Bookazine plusz)
- Jamamoto Cunetomo: Hagakure. A szamurájok kódexe; ford. Kárpáti Gábor Csaba / Daidódzsi Júzan: A busidó alapjai; ford. Tóth Andrea; Hitel, Budapest, 2024